# Bahnstrecke Gera Süd–Weischlitz
| Ausschnitt der Streckenkarte Sachsen von 1902 | |                                                   |                                                   |
| Streckennummer (DB): | 6269; sä. GWz |                                                   |                                                   |
| Kursbuchstrecke (DB): | 541 |                                                   |                                                   |
| Kursbuchstrecke: | 144c (Gesamt) 142b (Plauen (Vogtl)-Chrieschwitz – Plauen (Vogtl) unt Bf) jeweils 1934 172 (Gesamt) 172f (Plauen (Vogtl)-Chrieschwitz – Plauen (Vogtl) unt Bf) jeweils 1946 |                                                   |                                                   |
| Streckenlänge: | 60,024 km |                                                   |                                                   |
| Spurweite: | 1435 mm (Normalspur) |                                                   |                                                   |
| Streckenklasse: | CM4 |                                                   |                                                   |
| Maximale Neigung: | 9 ‰ |                                                   |                                                   |
| Minimaler Radius: | 275 m |                                                   |                                                   |
| Streckengeschwindigkeit: | 80 km/h |                                                   |                                                   |
| | |                                                   |                                                   |
| \| \| \| von Leipzig-Leutzsch \| \| \| \| -0,120 \| Gera Süd früher Gera (Reuß) Sächs Stb \| 197 m \| \| \| 0,979 \| Abzw Gera-Debschwitz \| Abzw Gera-Debschwitz \| \| \| \| nach Probstzella \| \| \| \| \| nach Gößnitz \| \| \| \| \| (Neutrassierung 1892; 2016 aufgelassen) \| \| \| \| 1,80 \| Gera Süd Gbf \| 200 m \| \| \| \| Verbindungskurve von Gößnitz \| \| \| \| 2,578 \| Gera Ost früher Zwötzen Sächs Stb \| 203 m \| \| \| 4,084 \| Gera-Liebschwitz \| 206 m \| \| \| 4,605 \| Liebschwitzer Viadukt (226 m) \| Liebschwitzer Viadukt (226 m) \| \| \| \| von Leipzig-Leutzsch \| \| \| \| 5,272 \| Wolfsgefärth Bf \| Wolfsgefärth Bf \| \| \| \| nach Probstzella \| \| \| \| \| \| \| \| \| 6,424 \| Wünschendorf (Elster) Nord \| 207 m \| \| \| 6,633 \| Meilitzer Viadukt (130 m) \| Meilitzer Viadukt (130 m) \| \| \| \| Werdau–Mehltheuer \| \| \| \| \| von Mehltheuer \| \| \| \| \| Anst Kalkwerk Wünschendorf \| \| \| \| 9,397 \| Wünschendorf (Elster) \| 213 m \| \| \| \| nach Werdau \| \| \| \| 9,740 \| EÜ Wirtschaftsweg (10 m) \| EÜ Wirtschaftsweg (10 m) \| \| \| 10,20 \| Weiße Elster (120 m) \| Weiße Elster (120 m) \| \| \| 12,054 \| Lochguttunnel (60 m) \| Lochguttunnel (60 m) \| \| \| 12,20 \| Weiße Elster (70 m) \| Weiße Elster (70 m) \| \| \| 18,248 \| Berga (Elster) \| 228 m \| \| \| 21,913 \| Weiße Elster (60 m) \| Weiße Elster (60 m) \| \| \| 21,962 \| Rüßdorfer Tunnel (264 m) \| Rüßdorfer Tunnel (264 m) \| \| \| 24,074 \| Neumühle (Elster) (ehem. Bf) \| Neumühle (Elster) (ehem. Bf) \| \| \| 25,276 \| Weiße Elster (100 m) \| Weiße Elster (100 m) \| \| \| 25,945 \| Weiße Elster (50 m) \| Weiße Elster (50 m) \| \| \| 26,075 \| Bretmühlentunnel (116 m) \| Bretmühlentunnel (116 m) \| \| \| 26,288 \| Weiße Elster (75 m) \| Weiße Elster (75 m) \| \| \| 29,951 \| Schloßbergtunnel (270 m) \| Schloßbergtunnel (270 m) \| \| \| 30,30 \| (20 m) \| (20 m) \| \| \| 30,317 \| Weiße Elster, Bundesstraße 94 (70 m) \| Weiße Elster, Bundesstraße 94 (70 m) \| \| \| 30,664 \| Greiz \| 261 m \| \| \| \| nach Neumark \| \| \| \| 31,980 \| Weiße Elster (110 m) \| Weiße Elster (110 m) \| \| \| 32,200 \| Anst Papierfabrik Greiz \| Anst Papierfabrik Greiz \| \| \| 32,596 \| Weiße Elster, Bundesstraße 92 (60 m) \| Weiße Elster, Bundesstraße 92 (60 m) \| \| \| 32,749 \| Rothentaltunnel (138 m) \| Rothentaltunnel (138 m) \| \| \| 32,929 \| Weiße Elster (70 m) \| Weiße Elster (70 m) \| \| \| 33,558 \| Greiz-Dölau \| 269 m \| \| \| \| Anschluss Nouryon \| \| \| \| \| Landesgrenze Sachsen–Thüringen \| \| \| \| 35,878 \| Elsterberg \| 275 m \| \| \| 36,10 \| Weiße Elster (60 m) \| Weiße Elster (60 m) \| \| \| 36,285 \| Elsterbergtunnel (355 m) \| Elsterbergtunnel (355 m) \| \| \| \| Anst Enka Elsterberg \| \| \| \| 37,011 \| Elsterberg Kunstseidenwerk \| 276 m \| \| \| 39,577 \| Weiße Elster (43 m) \| Weiße Elster (43 m) \| \| \| 39,748 \| Steinigttunnel (88 m) \| Steinigttunnel (88 m) \| \| \| 39,923 \| Weiße Elster (43 m) \| Weiße Elster (43 m) \| \| \| 40,277 \| Weiße Elster (43 m) \| Weiße Elster (43 m) \| \| \| 40,524 \| Weiße Elster (40 m) \| Weiße Elster (40 m) \| \| \| \| Anst Steinbruch Rentzschmühle \| \| \| \| 40,710 \| Rentzschmühle (ehem. Bf) \| Rentzschmühle (ehem. Bf) \| \| \| 42,169 \| Weiße Elster (55 m) \| Weiße Elster (55 m) \| \| \| 42,928 \| Barthmühle \| 306 m \| \| \| \| Hof–Leipzig (Elstertalbrücke) \| \| \| \| 43,707 \| Trieb (30 m) \| Trieb (30 m) \| \| \| 44,994 \| Möschwitzer Tunnel (205 m) \| Möschwitzer Tunnel (205 m) \| \| \| 45,230 \| Weiße Elster (40 m) \| Weiße Elster (40 m) \| \| \| 45,796 \| Weiße Elster (49 m) \| Weiße Elster (49 m) \| \| \| 47,471 \| Weiße Elster (32 m) \| Weiße Elster (32 m) \| \| \| 48,641 \| Weiße Elster (65 m) \| Weiße Elster (65 m) \| \| \| \| von Lottengrün \| \| \| \| 49,651 \| Plauen (Vogtl)-Chrieschwitz \| 333 m \| \| \| 50,180 \| Anst Stahltechnologie Plauen, Fernheizwerk Plauen \| Anst Stahltechnologie Plauen, Fernheizwerk Plauen \| \| \| 51,133 \| Plauen (Vogtl) Mitte \| Plauen (Vogtl) Mitte \| \| \| 51,831 \| EÜ Bundesstraße 173 (21 m) \| EÜ Bundesstraße 173 (21 m) \| \| \| 52,062 \| EÜ Bundesstraße 92 (15 m) \| EÜ Bundesstraße 92 (15 m) \| \| \| 52,677 \| Plauen (Vogtl) unt Bf \| 337 m \| \| \| 53,386 \| Anst Vomag \| Anst Vomag \| \| \| 54,371 \| Plauen (Vogtl) Zellwolle \| 347 m \| \| \| \| Anst Köstner Stahlzentrum \| \| \| \| 57,819 \| Weiße Elster (38 m) \| Weiße Elster (38 m) \| \| \| 58,130 \| Kürbitz \| 352 m \| \| \| \| von Plauen ob Bf \| \| \| \| 59,904 \| Weischlitz \| 354 m \| \| \| \| nach Cheb \| \| \| \| \| \| \| \| ehemals zweigleisige Strecke \| \| \| \| | |                                                   |                                                   |
| Strecke | | von Leipzig-Leutzsch                              | von Leipzig-Leutzsch                              |
| Haltepunkt / Haltestelle | -0,120 | Gera Süd früher Gera (Reuß) Sächs Stb             | 197 m                                             |
| Blockstelle | 0,979 | Abzw Gera-Debschwitz                              | Abzw Gera-Debschwitz                              |
| Abzweig geradeaus und nach rechts | | nach Probstzella                                  | nach Probstzella                                  |
| Abzweig ehemals geradeaus und nach links | | nach Gößnitz                                      | nach Gößnitz                                      |
| Strecke (außer Betrieb) | | (Neutrassierung 1892; 2016 aufgelassen)           | (Neutrassierung 1892; 2016 aufgelassen)           |
| Dienststation / Betriebs- oder Güterbahnhof (Strecke außer Betrieb) | 1,80 | Gera Süd Gbf                                      | 200 m                                             |
| Abzweig geradeaus und von links (Strecke außer Betrieb) | | Verbindungskurve von Gößnitz                      | Verbindungskurve von Gößnitz                      |
| Haltepunkt / Haltestelle (Strecke außer Betrieb) | 2,578 | Gera Ost früher Zwötzen Sächs Stb                 | 203 m                                             |
| Bahnhof (Strecke außer Betrieb) | 4,084 | Gera-Liebschwitz                                  | 206 m                                             |
| Brücke (Strecke außer Betrieb) | 4,605 | Liebschwitzer Viadukt (226 m)                     | Liebschwitzer Viadukt (226 m)                     |
| Strecke von rechts · Strecke (außer Betrieb) | | von Leipzig-Leutzsch                              | von Leipzig-Leutzsch                              |
| Dienststation / Betriebs- oder Güterbahnhof · Strecke (außer Betrieb) | 5,272 | Wolfsgefärth Bf                                   | Wolfsgefärth Bf                                   |
| Abzweig geradeaus und nach rechts · Strecke (außer Betrieb) | | nach Probstzella                                  | nach Probstzella                                  |
| Abzweig geradeaus und ehemals von links · Strecke nach rechts (außer Betrieb) | |                                                   |                                                   |
| Haltepunkt / Haltestelle | 6,424 | Wünschendorf (Elster) Nord                        | 207 m                                             |
| Brücke | 6,633 | Meilitzer Viadukt (130 m)                         | Meilitzer Viadukt (130 m)                         |
| Kreuzung geradeaus unten (Querstrecke außer Betrieb) | | Werdau–Mehltheuer                                 | Werdau–Mehltheuer                                 |
| Abzweig geradeaus und ehemals von links | | von Mehltheuer                                    | von Mehltheuer                                    |
| Abzweig geradeaus und von links | | Anst Kalkwerk Wünschendorf                        | Anst Kalkwerk Wünschendorf                        |
| Bahnhof | 9,397 | Wünschendorf (Elster)                             | 213 m                                             |
| Abzweig geradeaus und ehemals nach links | | nach Werdau                                       | nach Werdau                                       |
| Brücke | 9,740 | EÜ Wirtschaftsweg (10 m)                          | EÜ Wirtschaftsweg (10 m)                          |
| Brücke | 10,20 | Weiße Elster (120 m)                              | Weiße Elster (120 m)                              |
| Tunnel | 12,054 | Lochguttunnel (60 m)                              | Lochguttunnel (60 m)                              |
| Brücke | 12,20 | Weiße Elster (70 m)                               | Weiße Elster (70 m)                               |
| Bahnhof | 18,248 | Berga (Elster)                                    | 228 m                                             |
| Brücke | 21,913 | Weiße Elster (60 m)                               | Weiße Elster (60 m)                               |
| Tunnel | 21,962 | Rüßdorfer Tunnel (264 m)                          | Rüßdorfer Tunnel (264 m)                          |
| Haltepunkt / Haltestelle | 24,074 | Neumühle (Elster) (ehem. Bf)                      | Neumühle (Elster) (ehem. Bf)                      |
| Brücke | 25,276 | Weiße Elster (100 m)                              | Weiße Elster (100 m)                              |
| Brücke | 25,945 | Weiße Elster (50 m)                               | Weiße Elster (50 m)                               |
| Tunnel | 26,075 | Bretmühlentunnel (116 m)                          | Bretmühlentunnel (116 m)                          |
| Brücke | 26,288 | Weiße Elster (75 m)                               | Weiße Elster (75 m)                               |
| Tunnel | 29,951 | Schloßbergtunnel (270 m)                          | Schloßbergtunnel (270 m)                          |
| Brücke | 30,30 | (20 m)                                            | (20 m)                                            |
| Brücke | 30,317 | Weiße Elster, Bundesstraße 94 (70 m)              | Weiße Elster, Bundesstraße 94 (70 m)              |
| Bahnhof | 30,664 | Greiz                                             | 261 m                                             |
| Abzweig geradeaus und ehemals nach links | | nach Neumark                                      | nach Neumark                                      |
| Brücke | 31,980 | Weiße Elster (110 m)                              | Weiße Elster (110 m)                              |
| Abzweig geradeaus und ehemals von links | 32,200 | Anst Papierfabrik Greiz                           | Anst Papierfabrik Greiz                           |
| Brücke | 32,596 | Weiße Elster, Bundesstraße 92 (60 m)              | Weiße Elster, Bundesstraße 92 (60 m)              |
| Tunnel | 32,749 | Rothentaltunnel (138 m)                           | Rothentaltunnel (138 m)                           |
| Brücke | 32,929 | Weiße Elster (70 m)                               | Weiße Elster (70 m)                               |
| Bahnhof | 33,558 | Greiz-Dölau                                       | 269 m                                             |
| Abzweig geradeaus und nach rechts | | Anschluss Nouryon                                 | Anschluss Nouryon                                 |
| Grenze | | Landesgrenze Sachsen–Thüringen                    | Landesgrenze Sachsen–Thüringen                    |
| Bahnhof | 35,878 | Elsterberg                                        | 275 m                                             |
| Brücke | 36,10 | Weiße Elster (60 m)                               | Weiße Elster (60 m)                               |
| Tunnel | 36,285 | Elsterbergtunnel (355 m)                          | Elsterbergtunnel (355 m)                          |
| Abzweig geradeaus und ehemals nach links | | Anst Enka Elsterberg                              | Anst Enka Elsterberg                              |
| Haltepunkt / Haltestelle | 37,011 | Elsterberg Kunstseidenwerk                        | 276 m                                             |
| Brücke | 39,577 | Weiße Elster (43 m)                               | Weiße Elster (43 m)                               |
| Tunnel | 39,748 | Steinigttunnel (88 m)                             | Steinigttunnel (88 m)                             |
| Brücke | 39,923 | Weiße Elster (43 m)                               | Weiße Elster (43 m)                               |
| Brücke | 40,277 | Weiße Elster (43 m)                               | Weiße Elster (43 m)                               |
| Brücke | 40,524 | Weiße Elster (40 m)                               | Weiße Elster (40 m)                               |
| Abzweig geradeaus und ehemals von rechts | | Anst Steinbruch Rentzschmühle                     | Anst Steinbruch Rentzschmühle                     |
| Haltepunkt / Haltestelle | 40,710 | Rentzschmühle (ehem. Bf)                          | Rentzschmühle (ehem. Bf)                          |
| Brücke | 42,169 | Weiße Elster (55 m)                               | Weiße Elster (55 m)                               |
| Bahnhof | 42,928 | Barthmühle                                        | 306 m                                             |
| Kreuzung geradeaus unten | | Hof–Leipzig (Elstertalbrücke)                     | Hof–Leipzig (Elstertalbrücke)                     |
| Brücke | 43,707 | Trieb (30 m)                                      | Trieb (30 m)                                      |
| Tunnel | 44,994 | Möschwitzer Tunnel (205 m)                        | Möschwitzer Tunnel (205 m)                        |
| Brücke | 45,230 | Weiße Elster (40 m)                               | Weiße Elster (40 m)                               |
| Brücke | 45,796 | Weiße Elster (49 m)                               | Weiße Elster (49 m)                               |
| Brücke | 47,471 | Weiße Elster (32 m)                               | Weiße Elster (32 m)                               |
| Brücke | 48,641 | Weiße Elster (65 m)                               | Weiße Elster (65 m)                               |
| Abzweig geradeaus und ehemals von links | | von Lottengrün                                    | von Lottengrün                                    |
| ehemaliger Bahnhof | 49,651 | Plauen (Vogtl)-Chrieschwitz                       | 333 m                                             |
| Abzweig geradeaus und nach rechts | 50,180 | Anst Stahltechnologie Plauen, Fernheizwerk Plauen | Anst Stahltechnologie Plauen, Fernheizwerk Plauen |
| Haltepunkt / Haltestelle | 51,133 | Plauen (Vogtl) Mitte                              | Plauen (Vogtl) Mitte                              |
| Brücke | 51,831 | EÜ Bundesstraße 173 (21 m)                        | EÜ Bundesstraße 173 (21 m)                        |
| Brücke | 52,062 | EÜ Bundesstraße 92 (15 m)                         | EÜ Bundesstraße 92 (15 m)                         |
| Bahnhof | 52,677 | Plauen (Vogtl) unt Bf                             | 337 m                                             |
| Abzweig geradeaus und ehemals nach rechts | 53,386 | Anst Vomag                                        | Anst Vomag                                        |
| Haltepunkt / Haltestelle | 54,371 | Plauen (Vogtl) Zellwolle                          | 347 m                                             |
| Abzweig geradeaus und nach rechts | | Anst Köstner Stahlzentrum                         | Anst Köstner Stahlzentrum                         |
| Brücke | 57,819 | Weiße Elster (38 m)                               | Weiße Elster (38 m)                               |
| Haltepunkt / Haltestelle | 58,130 | Kürbitz                                           | 352 m                                             |
| Abzweig geradeaus und von rechts | | von Plauen ob Bf                                  | von Plauen ob Bf                                  |
| Bahnhof | 59,904 | Weischlitz                                        | 354 m                                             |
| Strecke | | nach Cheb                                         | nach Cheb                                         |
| | |                                                   |                                                   |
| ehemals zweigleisige Strecke | |                                                   |                                                   |

Die Bahnstrecke Gera Süd–Weischlitz (auch: Elstertalbahn) ist eine eingleisige Hauptbahn in Thüringen und Sachsen, die ursprünglich durch die Sächsisch-Thüringische Eisenbahngesellschaft erbaut und betrieben wurde. Sie verläuft im Tal der Weißen Elster von Gera über Greiz und Plauen nach Weischlitz.
Im Netz der Königlich Sächsischen Staatseisenbahnen war die Verbindung Gera–Weischlitz mit ihren insgesamt acht Tunneln die tunnelreichste Strecke.

## Geschichte

### Planung
Vor dem Bau der Elstertalbahn war das ostthüringisch-sächsische Vogtland nur durch die Strecke Leipzig–Hof und durch eine kurze Stichbahn von Brunn nach Greiz durch Eisenbahnen erschlossen gewesen. Insbesondere die Strecke Leipzig–Hof führte dabei großräumig über die Höhenrücken und damit weitab von den sich entwickelnden Industrien im Tal der Weißen Elster. 1868 gründete sich darum in Greiz der „Thüringisch Vogtländische Eisenbahnverein“, der das Projekt einer direkten Verbindung von Gera durch das Elstertal nach Plauen vorantrieb. Die Strecke sollte auch dem überregionalen Nord-Süd-Verkehr dienen und war damit auch eine direkte Konkurrenz zur sächsischen Staatsbahn Leipzig–Hof. Für den Bau sprachen hingegen auch strategische Gründe, weshalb der sächsische Landtag und die Regierung dem Bau schließlich zustimmten. Preußen hatte zu diesem Zeitpunkt zudem schon eine Bahn Gera–Schleiz–Hof projektiert, die Sachsen im Nord-Süd-Verkehr nicht berührt hätte. Im Mai 1870 schlossen das Fürstentum Reuß ältere Linie und das Königreich Sachsen einen Staatsvertrag, der den Bau durch eine private Gesellschaft vorsah. Dem Thüringisch Vogtländischen Eisenbahnverein gelang es allerdings in der Folge nicht, die benötigten finanziellen Mittel einzuwerben.
Im Jahr 1872 legte die neu gegründete Sächsisch-Thüringische Eisenbahn-Gesellschaft mit Sitz in Greiz den Plan erneut vor und erhielt von den beteiligten Staaten die Konzession für den Bau und Betrieb einer Eisenbahn von Wolfsgefährth über Berga, Greiz, Elsterberg und Plauen nach Weischlitz. Die Gesellschaft war zur Herstellung von direkten Anschlüssen an die Strecken Gera–Eichicht, Greiz–Brunn und Plauen–Eger verpflichtet. Zudem bestand das Recht zum Erwerb der Greiz-Brunner Eisenbahn-Gesellschaft, bei Zustimmung derselben war sie dazu verpflichtet.

### Bau

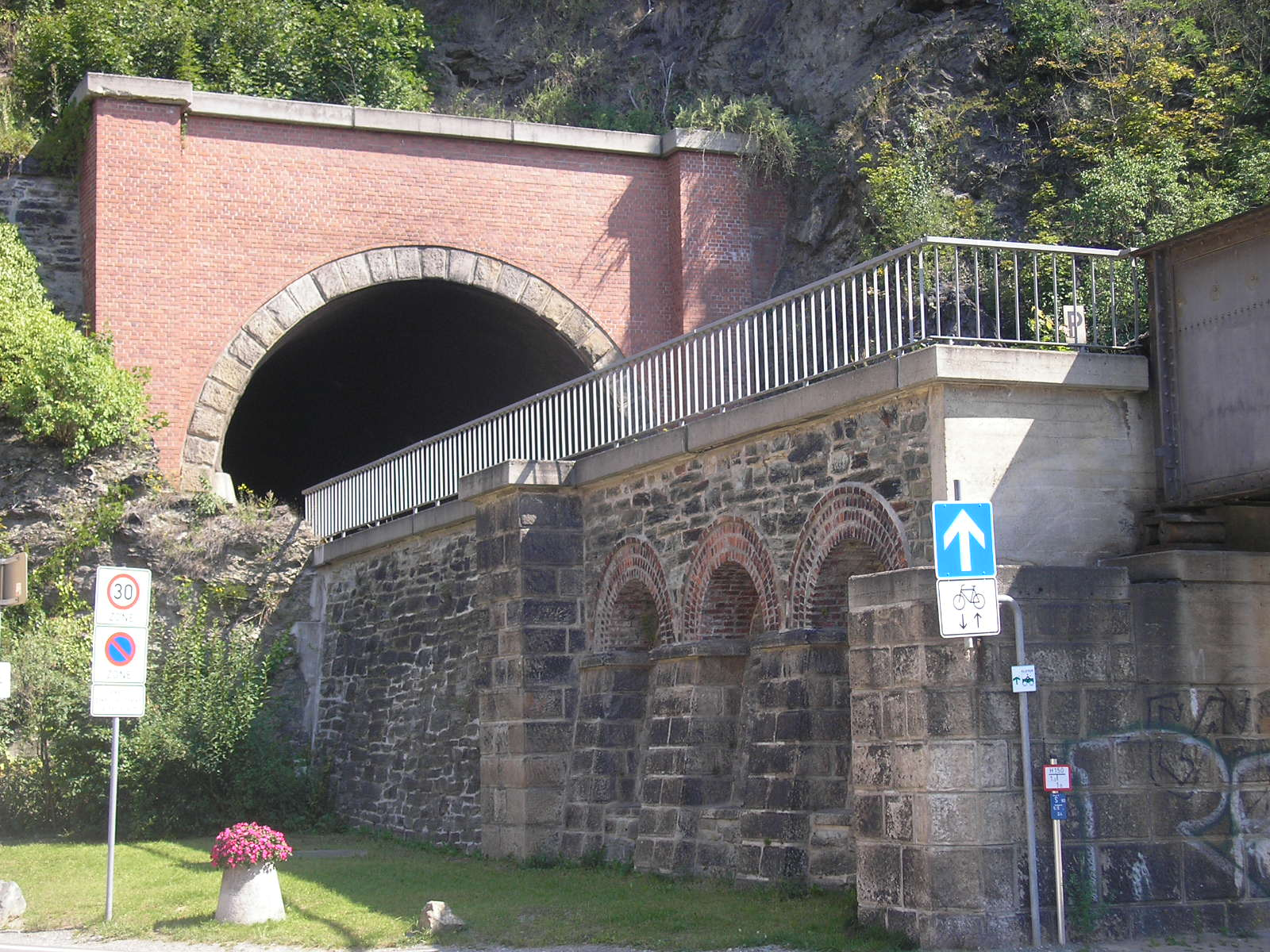
Schlossbergtunnel in Greiz, das Profil ist für zweigleisigen Betrieb ausgelegt (2014)

Am 15. November 1872 begannen die Bauarbeiten durch die Firma Plessner & Co. Ausgangspunkt war der Bahnhof Wolfsgefärth an der schon vorhandenen, heutigen Bahnstrecke Leipzig–Probstzella. Die Trasse im Elstertal erforderte insgesamt acht längere Tunnel und fast 30 größere Brücken zur Querung der Weißen Elster. Nach dem Konkurs der Eisenbahnbaugesellschaft im Januar 1875 infolge der Wirtschaftskrise von 1873 musste die Sächsisch-Thüringische Eisenbahn-Gesellschaft den Bau allein zu Ende führen.
Der Abschnitt von Wolfsgefärth bis Greiz ging am 17. Juli 1875 in Betrieb. Als zweiter Abschnitt wurde die Strecke von Greiz bis Plauen unterer Bahnhof am 8. September in Betrieb genommen, der letzte Abschnitt bis Weischlitz folgte am 20. September desselben Jahres, hier mündet die Strecke in die Bahnstrecke Plauen–Eger ein.
Die enormen Kosten für die Ingenieurbauwerke und die Auswirkungen der Wirtschaftskrise trieben die Sächsisch-Thüringische Eisenbahngesellschaft 1876 in den finanziellen Notstand, so dass die Strecke am 1. Juli 1877 an die Königlich Sächsischen Staatseisenbahnen verkauft werden musste.

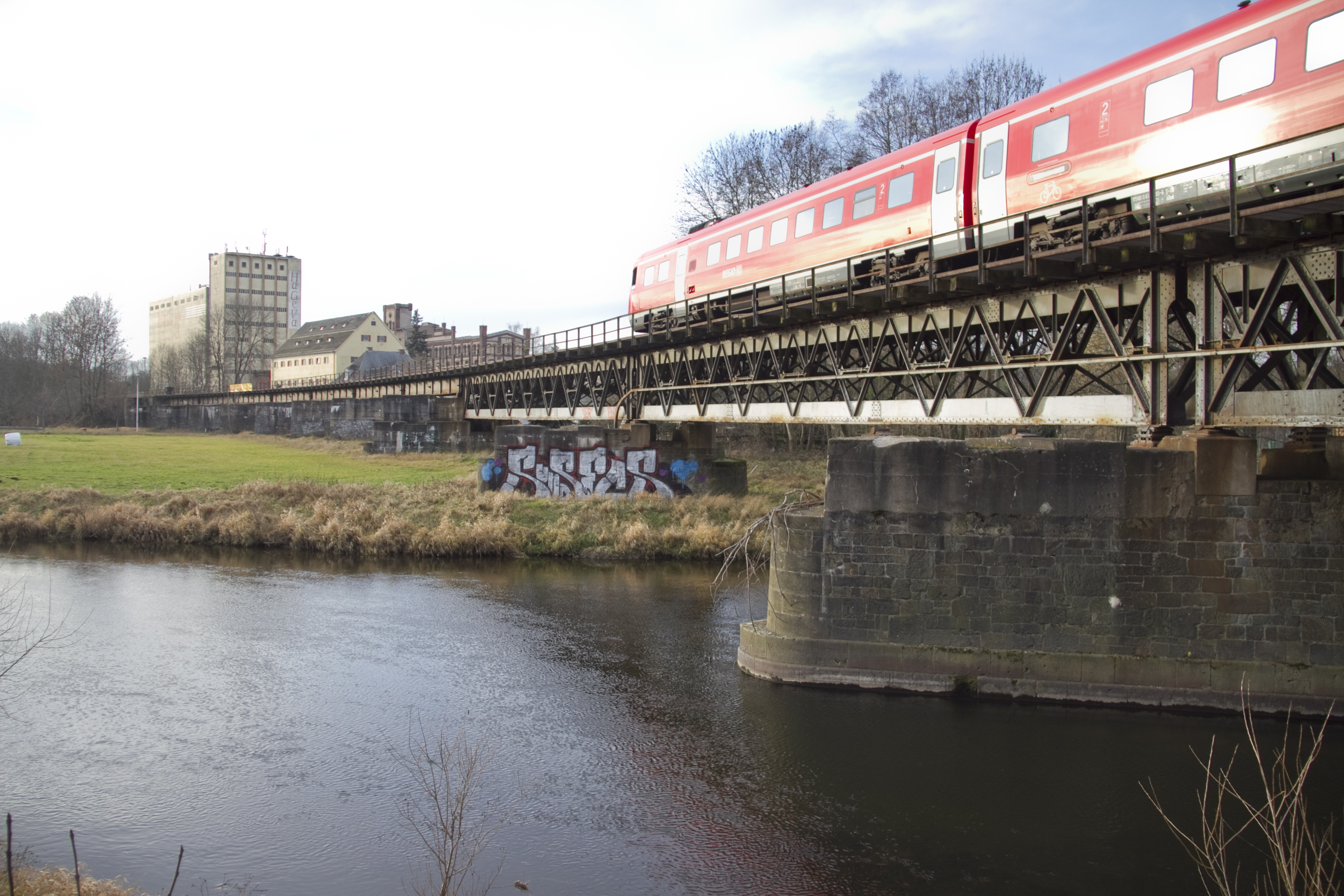
Liebschwitzer Viadukt (2013)

Die Königlich Sächsischen Staatseisenbahnen eröffneten am 1. Dezember 1892 eine eigene Trasse vom sächsischen Bahnhof Gera (Reuß) Sächs Stsb (heute Gera Süd) über Gera Ost und Gera-Liebschwitz nach Wünschendorf. Die ursprüngliche Anbindung an den preußischen Bahnhof Wolfsgefärth wurde gleichzeitig aufgegeben. Die neue Trasse machte bei Liebschwitz eine aufwändige neue Brückenkonstruktion über die weiße Elster und ihre Überflutungsflächen notwendig.

### Nachkriegszeit
Die Elstertalbahn ist durchgängig für den zweigleisigen Betrieb trassiert (Tunnel, Brückenwiderlager). Tatsächlich verlegt wurde das zweite Gleis nur zwischen Gera Süd und Wünschendorf (in Betrieb ab 29. April 1911) und zwischen Plauen (Vogtl) Chrieschwitz und Plauen (Vogtl) unt Bf (in Betrieb ab 1. Juni 1923). Nach dem Zweiten Weltkrieg wurde es 1945/46 als Reparationsleistung für die Sowjetunion demontiert und später nie wieder aufgebaut.
Am 16. April 1945 wurde die Elstertalbrücke der Bahnstrecke Leipzig–Hof von der deutschen Wehrmacht gesprengt. Die Trümmer unterbrachen auch die Elstertalbahn bei Barthmühle. Erst im Herbst 1945 konnte der durchgehende Zugverkehr wieder aufgenommen werden. Nach dem Zweiten Weltkrieg besaß die Strecke für den Güterverkehr eine große Bedeutung, da die Städte an der Weißen Elster wichtige Industriestandorte waren. Es verkehrten außerdem einige Fernzüge in die Tschechoslowakei, da noch bis in die 1970er Jahre die Strecke Leipzig–Hof nach den Demontagen der Nachkriegszeit eingleisig und wenig leistungsfähig war. Analog dazu wurde auch die Bahnstrecke Werdau–Mehltheuer als Entlastungsroute genutzt, allerdings für Verbindungen nach Süddeutschland. Nachdem die Verbindung Leipzig–Plauen (Vogtl) ob Bf ab 1980 wieder komplett zweigleisig war, ließ auch die Auslastung der Elstertalbahn nach. Trotzdem wurde zu Beginn der 1980er Jahre mit dem Ex 68 Karola (Leipzig–Gera–Karlsbad) nochmals eine hochwertige Fernverbindung mit Dieseltriebzügen über die Elstertalbahn geleitet. Möglich wurde dies, als der Vindobona (Berlin–Wien) 1979 auf lokbespannte Züge umgestellt wurde und die vorher dort eingesetzten Schnelltriebwagen anderweitig verfügbar waren. Ab 1981/82 verkehrten auf der Elstertalbahn nur noch Züge des Güter- und Nahverkehrs.
Nach der Deutschen Wiedervereinigung im Jahr 1990 ging die Bedeutung der Strecke weiter zurück. Im Fahrplan 1992/93 war lediglich je ein Eilzug-Paar Greiz–Erfurt(–Fulda) bzw. Gera – Adorf (Vogtl) vorgesehen. Der Güterverkehr beschränkte sich schon bald auf wenige Züge nach Greiz–Dölau und einige Durchgangsgüterzüge nach Tschechien. Die abzweigende Strecke Greiz–Neumark wurde 1999 stillgelegt und abgebaut.

### Neue Entwicklungen

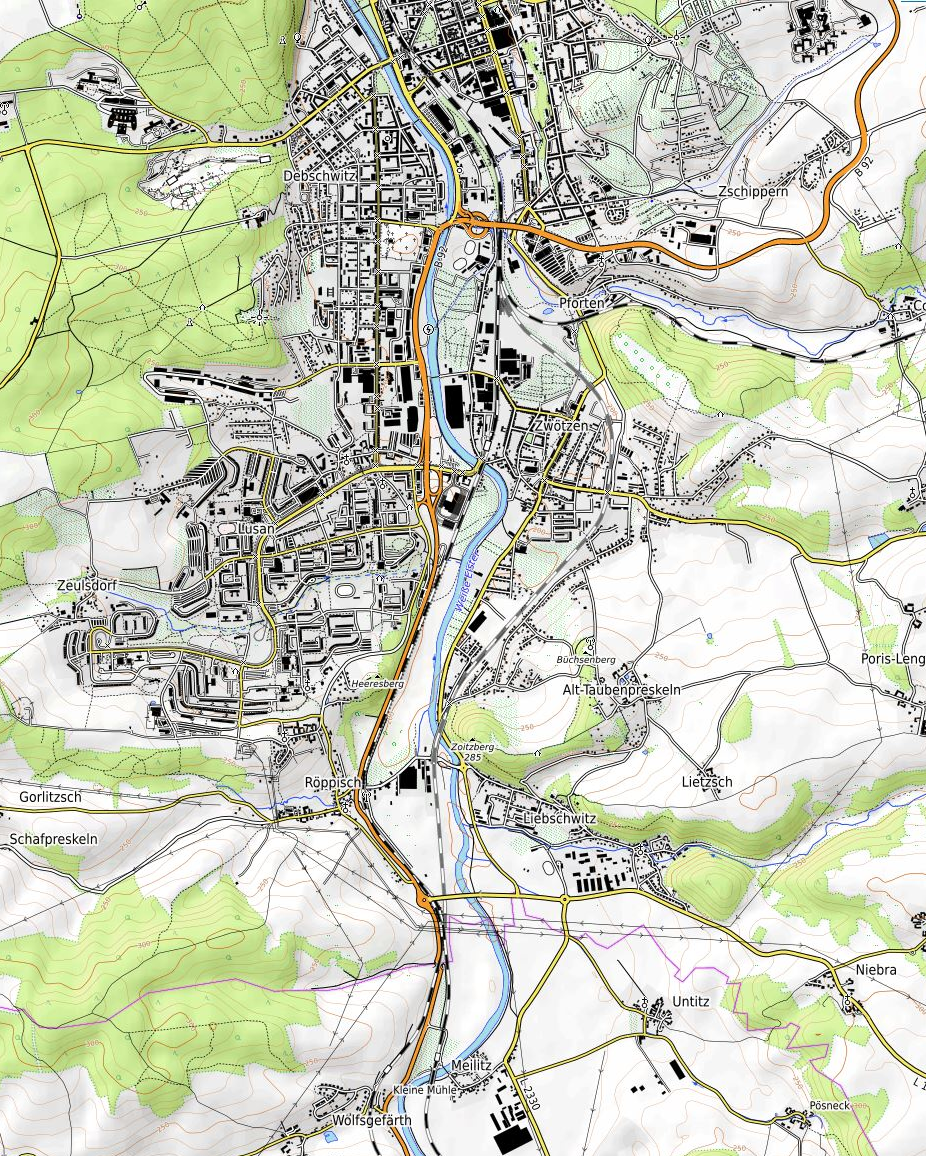
Situation im Süden von Gera im Jahr 2017. Die Strecke Gera–Weischlitz zweigt in Wolfsgefärth aus der Bahnstrecke Leipzig–Probstzella ab, die seit 1892 bestehende parallele Trasse Gera Süd–Wolfsgefärth über Gera-Liebschwitz ist seit 2016 stillgelegt.

Am 24. Februar 2014 begann der Bau des neuen Haltepunkts Plauen (Vogtl) Mitte im Rahmen des Projektes „ÖPNV/SPNV-Verknüpfungsstelle Reichenbacher Straße“. Damit soll wieder eine bessere Verknüpfung der Strecke an die Plauener Straßenbahn hergestellt werden. Während der Baumaßnahmen war die Strecke zwischen Plauen-Chrieschwitz und Weischlitz bis 2. November voll gesperrt, sodass in diesem Abschnitt Schienenersatzverkehr eingerichtet wurde. Die Eröffnung fand am 7. September 2015 statt. Plauen (Vogtl) unt Bf und der Haltepunkt Plauen (Vogtl) Zellwolle werden seitdem nicht mehr bedient.
Aufgrund des sanierungsbedürftigen Zustandes des Liebschwitzer Viadukts (Langsamfahrstelle mit 10 km/h) prüfte die DB verschiedene Varianten für den zukünftigen Verkehr in Richtung Weischlitz. Im Jahr 2016 stellte die DB Netz AG die bis 1892 bestandene Verbindung im ehemaligen Bahnhof Wolfsgefärth (seit 1953 Gera-Röppisch, nicht zu verwechseln mit dem seit dem Jahr 2000 bestehenden neuen, weiter südlich befindlichen Haltepunkt Wolfsgefärth) wieder her, wobei anstelle des zwischenzeitlich aufgegebenen Bahnhofs nur eine Abzweigstelle errichtet wurde. Mit der Inbetriebnahme wurde nunmehr die seit 1892 bestehende sächsische Trasse über Gera Ost und Gera-Liebschwitz mit der Elsterbrücke stillgelegt und somit der weitgehend parallele Streckenabschnitt der Elstertalbahn außer Betrieb genommen. Die Züge fahren nunmehr ab Wolfsgefärth über die Bahnstrecke Leipzig–Probstzella nach Gera.
Im Rahmen des Schnellläuferprogramms der Deutschen Bahn wird die Bahnstrecke Gera Süd–Weischlitz bis Dezember 2025 mit digitaler Stellwerktechnik ausgerüstet. Die zwölf Stellwerke der Strecke werden dabei durch ein digitales Stellwerk am unteren Bahnhof in Plauen und 7 Gleisfeldkonzentratoren an der Strecke ersetzt. Der Umbau hat im Juli 2023 begonnen.
Nach Abschluss des Ausbaus der Bahnstrecke Weimar–Gera wird die Linie RB4 in das Ostthüringennetz übergehen und die zweistündlichen Fahrten des heutigen RE3 aufnehmen. Damit wird ca. 2030 die Erfurter Bahn die Verkehre auf der Bahnstrecke Gera Süd – Greiz übernehmen.

## Heutiger Betrieb

### Personenverkehr
Der Reisezugverkehr wird seit dem 9. Dezember 2012 anteilig von der Vogtlandbahn und der DB Regio Südost betrieben. Die Vogtlandbahn betreibt Regionalbahnen zwischen Adorf bzw. Weischlitz und Gera, die Deutsche Bahn den Regional-Express im Abschnitt Greiz–Gera.
Auf der gesamten Strecke gibt es einen Zweistundentakt mit Kreuzung in Barthmühle zur vollen Stunde. Dieser wird zwischen Greiz und Gera auf einen Stundentakt mit Kreuzung in Berga/Elster kurz vor der halben Stunde verdichtet. Die Deutsche Bahn bindet einige dieser Züge bis Erfurt, Würzburg und Göttingen durch. Zu bestimmten Zeiten verkehren zwischen Greiz und Weischlitz Verstärkerleistungen der Vogtlandbahn, die Anschluss zum Regionalexpress in Greiz haben.
Sonderfahrten mit Dampflokomotiven finden meist an Wochenenden und Feiertagen im Herbst zwischen Gera und Cheb als „Elstertalexpress“ statt. Der „Halloren-Express“ fuhr erstmals im Frühjahr 2018 von Greiz nach Halle (Saale).

### Güterverkehr
Im nördlichen Abschnitt der Strecke findet von Montag bis Freitag täglich Güterverkehr statt. Dabei werden zwei Betriebe in Wünschendorf und Greiz-Dölau an der Strecke bedient. Von und nach Wünschendorf befahren dabei mit Dolomit beladene Trichterwagen-Ganzzüge aus Caaschwitz die Strecke. Der Abtransport der Produkte erfolgt zum Teil ebenfalls über die Schiene. Der Abschnitt nach Greiz-Dölau wird montags, mittwochs und freitags bedient, wobei Kesselwagen zum Einsatz kommen. Die dabei transportierten Güter kommen aus Russland, Tschechien, Deutschland und den Niederlanden.
Weiterhin finden Übergaben zwischen Weischlitz und Plauen-Chrieschwitz statt. Die betreffenden Güterzüge kommen aus Zwickau und befahren die Strecke nach Plauen. Ab Plauen ob Bf verkehren die Züge auf der Bahnstrecke nach Cheb und wechseln in Weischlitz die Fahrtrichtung.
In unregelmäßigen Abständen findet auch überregionaler Güterverkehr über die gesamte Strecke statt.

## Streckenbeschreibung

### Streckenverlauf

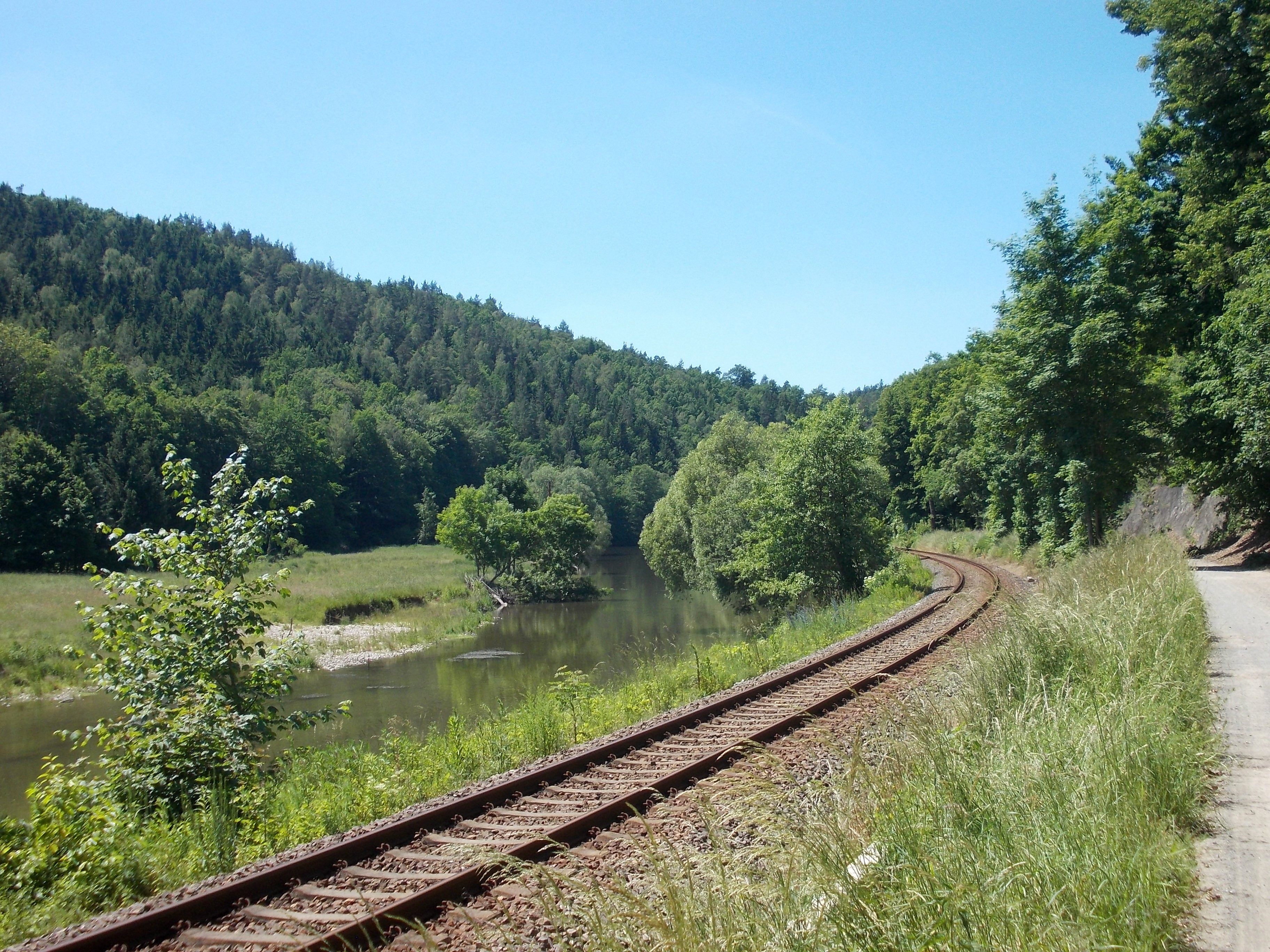
Strecke im Elstertal bei Berga (2014)

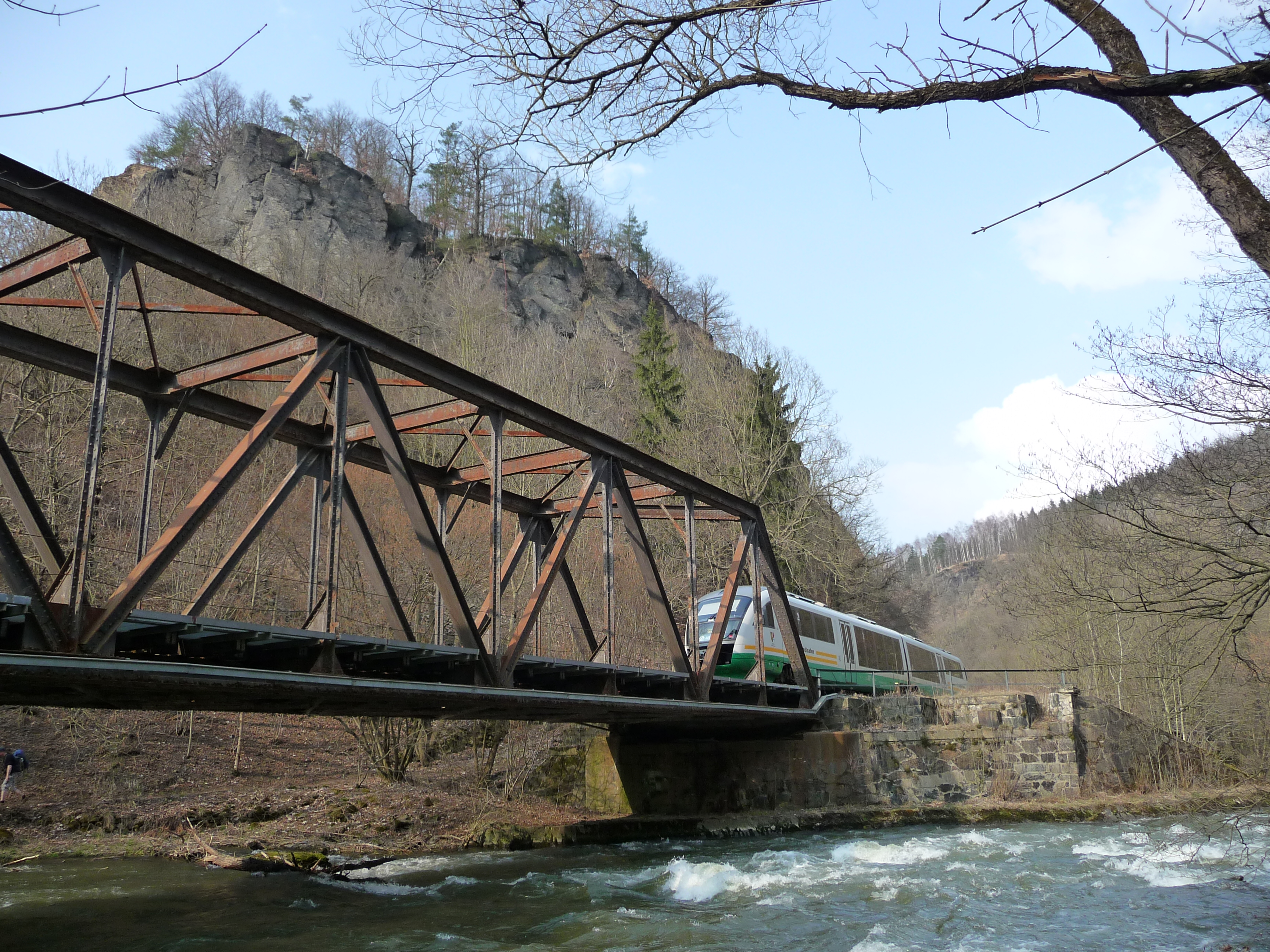
Elsterbrücke km 40,277 im Steinicht, mit Reisezug der Vogtlandbahn (2009)

Der Geraer Südbahnhof wurde zunächst auf zweigleisiger Strecke verlassen, bis nach Unterquerung der Südosttangente nach Süden die Strecke nach Saalfeld und nach Osten die Strecke nach Gößnitz abzweigt. Die Elstertalbahn passierte den Stadtteil Zwötzen östlich, überquerte westlich von Liebschwitz die Weiße Elster und näherte sich der Saalfelder Strecke im Bereich der heutigen Abzweigstelle Wolfsgefärth wieder bis auf wenige Meter an. Auf Höhe des Wünschendorfer Dolomitwerkes wird die stillgelegte Bahnstrecke Weida–Wünschendorf–Werdau unterquert, bis jene im Bahnhof Wünschendorf auf die Elstertalstrecke trifft. Beide Strecken verlassen die Stadt und das Wünschendorfer Becken parallel und erreichen das eng geschnittene und dicht bewaldete Tal der Elster, wobei die Elstertalbahn auf das westliche Flussufer wechselt. Nach Passieren des Quarzit-Steinbruches biegt die Werdauer Strecke ostwärts in das Fuchsbachtal ab, während die Elstertalstrecke erstmals durch einen Tunnel führt und erneut den Fluss quert. In Berga wird die Bundesstraße 175 gekreuzt und südlich der Stadt zunächst eine landwirtschaftlich genutzte Flussaue durchstreift, bis der Fluss wieder gequert und das Tal über den 264 Meter langen Rüßdorfer Tunnel abgekürzt wird. Ab der Lehnamühle führt die Strecke durch das Landschaftsschutzgebiet Greiz-Werdauer Wald, vorbei am Bahnhof von Neumühle und nach einer Doppelquerung des Flusses durch den Tunnel Neumühle. Auf dem Weg nach Greiz wird der Fluss noch zweimalig gequert, wobei auf diesem Abschnitt zu den nennenswerteren Ingenieurbauwerken der – als Fotomotiv beliebte – Schlossbergtunnel unter dem Oberen Schloss in Greiz zählt.
Auf der zweiten Streckenhälfte wird die Weiße Elster insgesamt vierzehn Mal überquert, außerdem verläuft bis Elsterberg die Bundesstraße 92 weitestgehend mit durch das Elstertal. An der Ausfahrt des Greizer Bahnhofes zweigt nach Osten die stillgelegte Strecke nach Neumark ab, gleichzeitig wird die alte Stahlbrücke der Tannendorfstraße unterquert. Hinter der Mündung der Göltzsch in die Weiße Elster überquert die Strecke zwei Mal die Elster und führt durch den Tunnel Dölau oder auch Rothenthaler Tunnel, bevor sie die Bahnstation von Greiz-Dölau erreicht. Zwischen Greiz-Dölau und Elsterberg verbleibt die Strecke auf dem östlichen Elsterufer und passiert die Landesgrenze zum Freistaat Sachsen, bevor sie auf dem folgenden Abschnitt bis Barthmühle insgesamt sechs Mal über den Fluss und durch zwei Tunnelbauwerke führt. Zu den markantesten Streckenpunkten zählt die folgende Durchführung unter der Elstertalbrücke, welche ihrerseits die Bahnstrecke Leipzig–Hof trägt. Unmittelbar darauf führt die Strecke an der Mündung der Trieb und der 800 Meter östlich liegenden Talsperre Pöhl vorbei. Es folgen der Tunnel Barthmühle sowie vier weitere Elsterbrücken, bis die Industriestadt Plauen mit ihren nur noch teilweise bedienten Stationen Chrieschwitz, Mitte, Unterer Bahnhof und Zellwolle erreicht wird. Nach Verlassen der Stadt nähert sich von Norden her die Bahnstrecke Plauen–Cheb an, die schließlich in Kürbitz auf die Elstertalbahn trifft und die verbliebenen knappen zwei Kilometer bis Weischlitz parallel verläuft.

### Betriebsstellen
Gera Süd ⊙

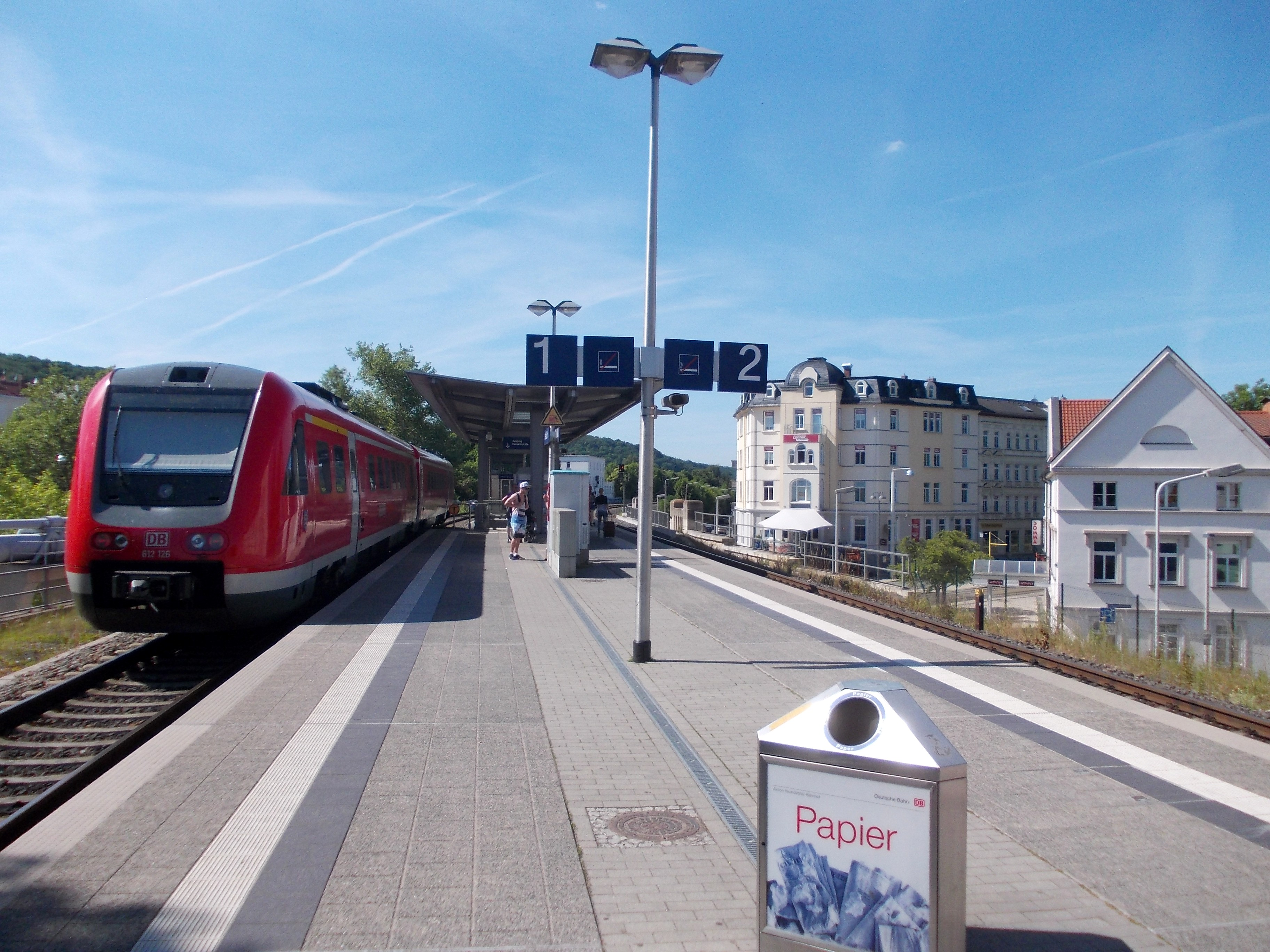
Haltepunkt Gera Süd

Der Bahnhof Gera Süd wurde am 1. Juni 1886 als Güterbahnhof Gera-Pforten an der Trennung der Bahnstrecken Leipzig–Probstzella und Gößnitz–Gera eröffnet. Am 1. Dezember 1892 eröffneten die Königlich Sächsischen Staatseisenbahnen eine eigene Trasse der Bahnstrecke Gera Süd–Weischlitz auf dem Abschnitt Gera Süd–Wünschendorf.
Die Station im Geraer Stadtteil Pforten wurde damit zur ersten Station der Königlich Sächsischen Staatseisenbahnen in Gera. Mit der im Jahr 1893 erfolgten Widmung zum Bahnhof erhielt die Station ein Empfangsgebäude aus rotem Backstein. Der Bahnhof trug folgende Namen:
- bis 1896: Gera–Pforten (Der Stationsname ging 1901 auf die neu eröffnete Station der schmalspurigen Bahnstrecke Gera-Pforten–Wuitz-Mumsdorf über)
- bis 1911: Gera (Reuß) S. St. E.
- bis 1920: Gera (Reuß) Sächs Stb
- bis 1923: Gera (Reuß) Süd
- seit 1923: Gera Süd

Da die zahlreichen Bahnübergänge ein Behinderung des Straßenverkehrs darstellten, erfolgte zwischen 1906 und 1911 die Höherlegung der Gleise. 1911 erfolgte der Bau des heutigen Empfangsgebäudes am „Sachsenplatz“ in Gera. 1922 wechselte der Bahnhof von der Eisenbahndirektion Dresden zur Eisenbahndirektion Erfurt. Ab 2005 wurden die Stellwerke allmählich aufgelassen und abgerissen. Heute hat die Station nur noch die Funktion eines Haltepunkts. Seit dem 24. Oktober 2016 fahren die Züge aus Richtung Weischlitz ab Wolfsgefärth über die Bahnstrecke Leipzig–Probstzella nach Gera.
Abzw Gera-Debschwitz ⊙
Der Abzw Gera-Debschwitz besteht seit der Eröffnung des Abschnitts Gera–Eichicht der Bahnstrecke Leipzig–Probstzella im Jahr 1871. Am Abzweig im heutigen Geraer Stadtteil Debschwitz trennen sich aus Richtung Gera Hauptbahnhof im Norden die 1865 eröffnete Bahnstrecke von bzw. nach Gößnitz in Richtung Osten von der 1871 eröffneten Bahnstrecke Leipzig–Probstzella (Abschnitt südlich von Gera) in Richtung Süden. Zwischen 1892 und 2016 zweigte hinter dem Abzw Gera-Debschwitz auch die Trasse der Bahnstrecke Gera Süd–Weischlitz ab, die im Geraer Stadtgebiet parallel zur Bahnstrecke Leipzig–Probstzella verlief und im Zuge der Streckensanierung nun bis Wolfsgefärth die Trasse der Bahnstrecke nach Probstzella mit benutzt.
Gera Süd Gbf ⊙
Direkt südlich des Personenbahnhofs schloss sich der Güterbahnhof Gera Süd Gbf an. Er wurde am 1. Juli 1897 eröffnet. Zwischen 1906 und 1911 erfolgte die Höherlegung der Gleise. Am 1. Juni 1992 ging Gera Süd Gbf außer Betrieb. Er wurde anschließend zurückgebaut.
Gera Ost ⊙
Der Haltepunkt Gera Ost wurde am 1. Dezember 1892 als Haltestelle Zwötzen eröffnet und 1905 zum Bahnhof gewidmet. Die Station trug folgende Namen:
- bis 1900: Zwötzen
- bis 1911: Zwötzen S. St. E.
- bis 1920: Zwötzen Sächs Stb
- bis 1931: Zwötzen Ost
- seit 1931: Gera Ost

Die Station besitzt ein Empfangsgebäude aus rotem Backstein und weiterhin Güterschuppen, Wirtschaftsgebäude und Bahnmeisterei. 1972 erfolgte die Herabstufung zum Haltepunkt. Mit der Verlegung des Schienenverkehrs des Abschnitts Gera Süd–Wolfsgefärth auf die parallel verlaufende Bahnstrecke Leipzig–Probstzella wurde der Haltepunkt Gera Ost am 24. Oktober 2016 außer Betrieb genommen.
Gera-Liebschwitz ⊙

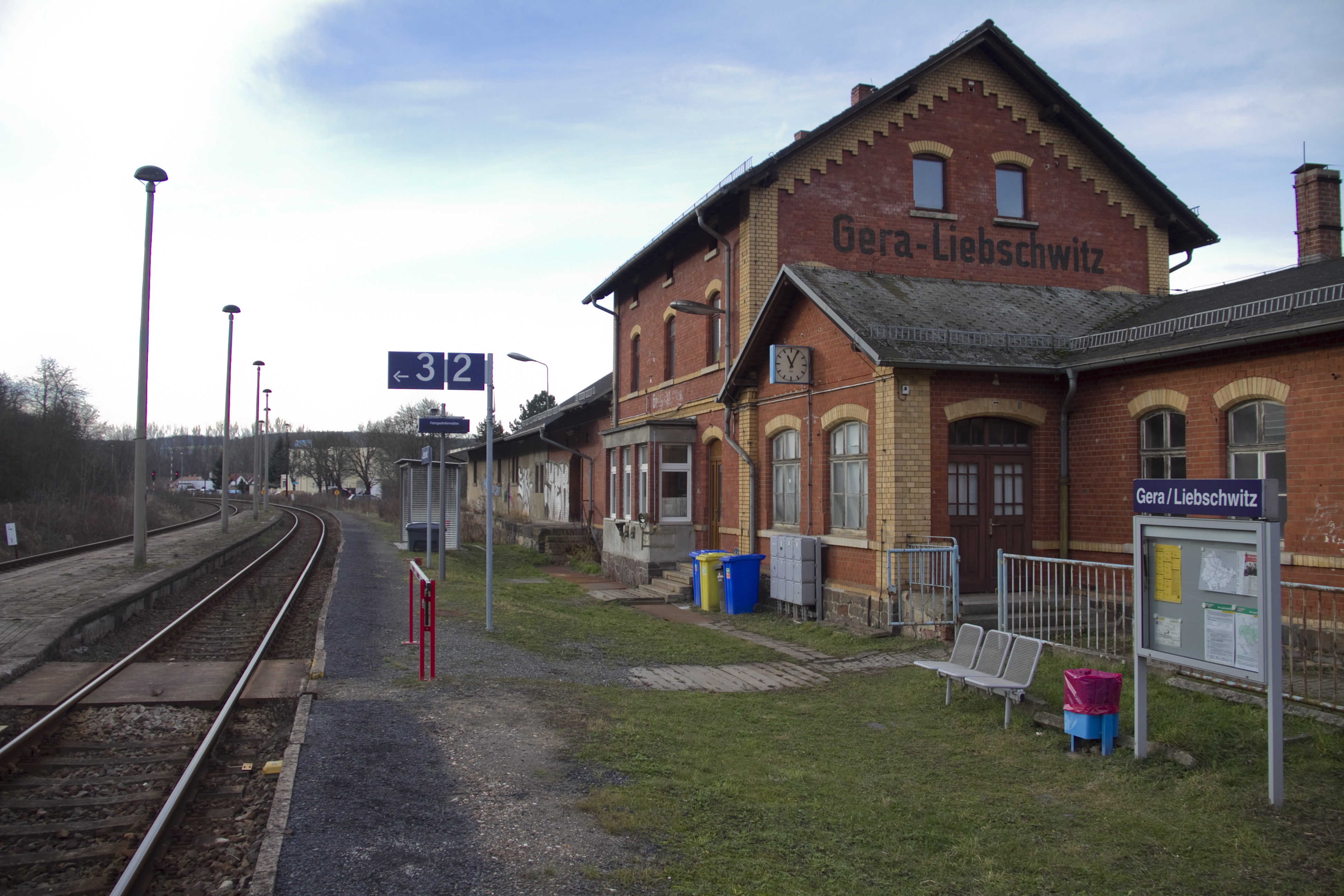
Bahnhof Gera-Liebschwitz

Der Bahnhof Gera-Liebschwitz  wurde am 1. Dezember 1892 als Haltestelle eröffnet und 1905 zum Bahnhof gewidmet. Das Empfangsgebäude und die Wirtschaftsgebäude sind aus rotem Backstein errichtet.
Mit der Verlegung des Schienenverkehrs des Abschnitts Gera Süd–Wolfsgefärth auf die parallel verlaufende Bahnstrecke Leipzig–Probstzella wurde der Bahnhof Gera-Liebschwitz am 24. Oktober 2016 außer Betrieb genommen.
Wünschendorf (Elster) Nord ⊙
Der Haltepunkt Wünschendorf (Elster) Nord wurde am 1. Juni 1909 als Haltepunkt Meilitz eröffnet. Nach der Eingemeindung des Orts nach Wünschendorf/Elster erfolgte 1953 die Umbenennung in Wünschendorf (Elster) Nord.
Wünschendorf (Elster) ⊙

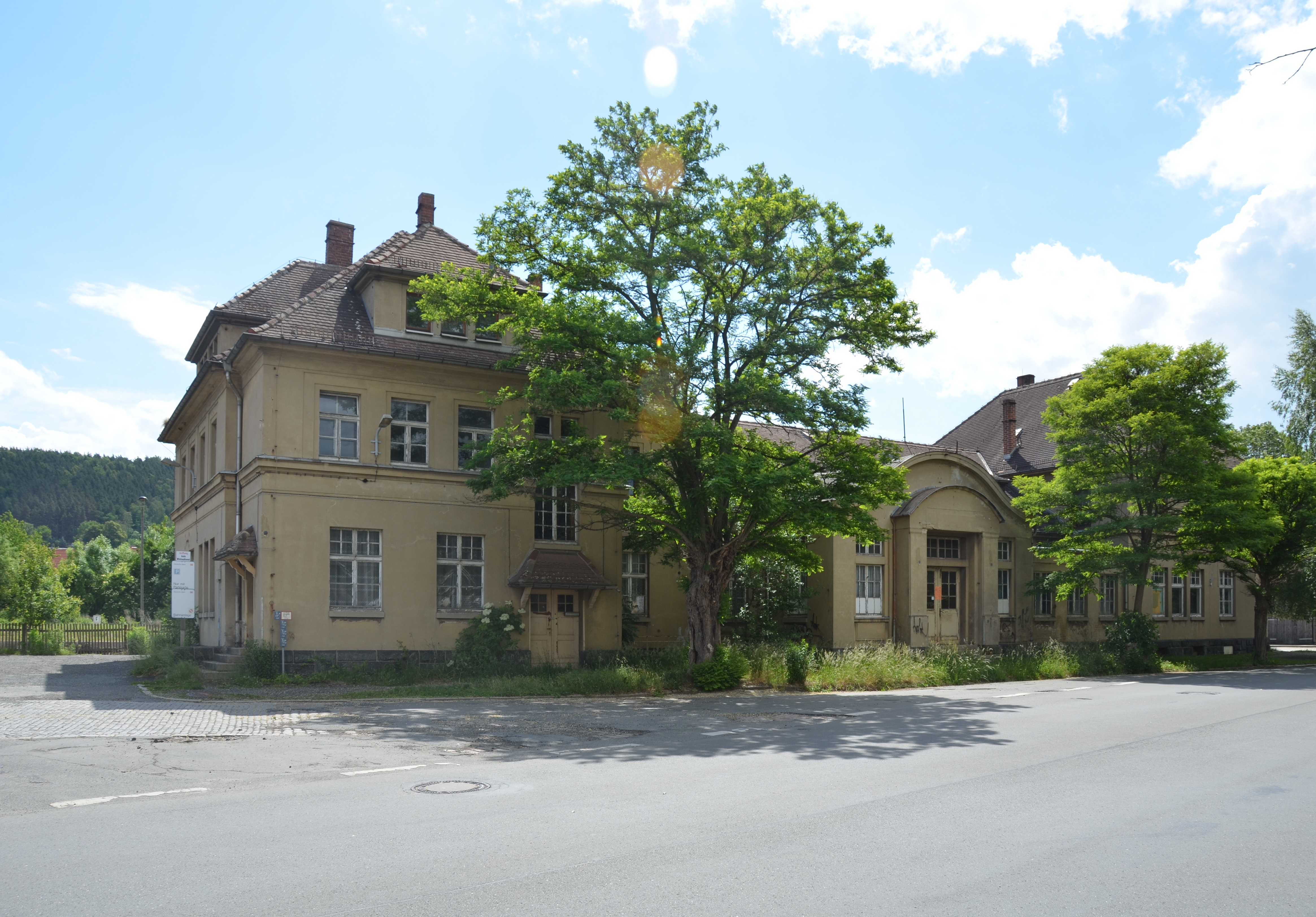
Bahnhof Wünschendorf (Elster)

Die Haltestelle Wünschendorf wurde am 17. Juli 1875 mit der Bahnstrecke Gera Süd–Weischlitz eröffnet. Nach der Eröffnung des Abschnitts Werdau–Wünschendorf–Weida der Bahnstrecke Werdau–Mehltheuer am 29. August 1876 erfolgte am 1. August 1884 die Hochstufung zum Bahnhof. Er trug folgende Namen:
- bis 1908: Wünschendorf
- bis 1911: Wünschendorf a.d. Elster
- seit 1911: Wünschendorf (Elster)

Das heutige Empfangsgebäude der Station stammt aus dem Jahr 1916. Weitere Hochbauten sind Güter- und Lokschuppen, Wirtschaftsgebäude und zwei Stellwerke.

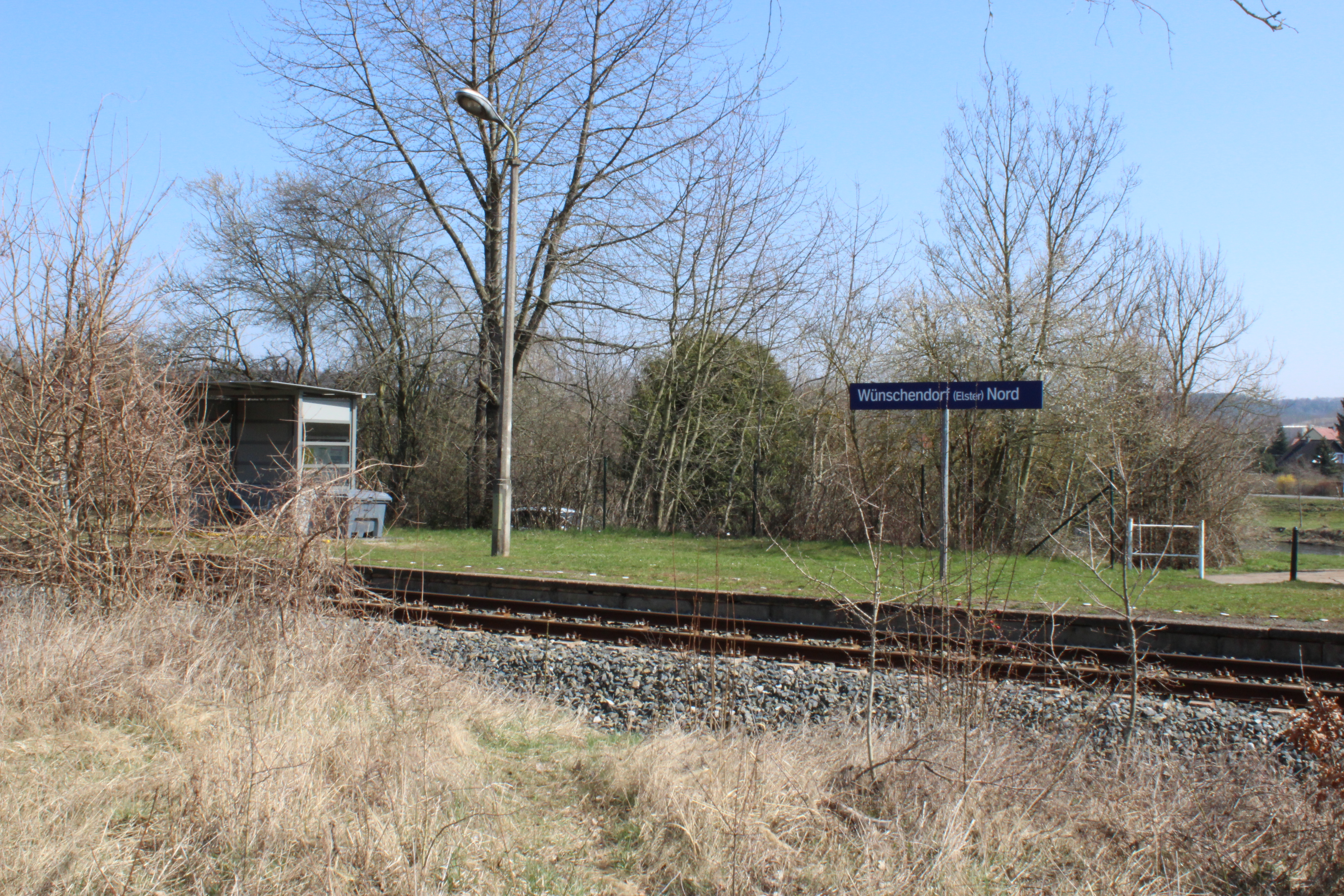
Wünschendorf (Elster) Nord

Nachdem der Abschnitt Wünschendorf (Elster)–Weida zum 1. Mai 1997 und der Abschnitt Werdau–Wünschendorf (Elster) zum 15. November 2000 stillgelegt wurde, ist der Bahnhof Wünschendorf (Elster) nur noch Halt an der Bahnstrecke Gera Süd–Weischlitz.
Berga (Elster) ⊙

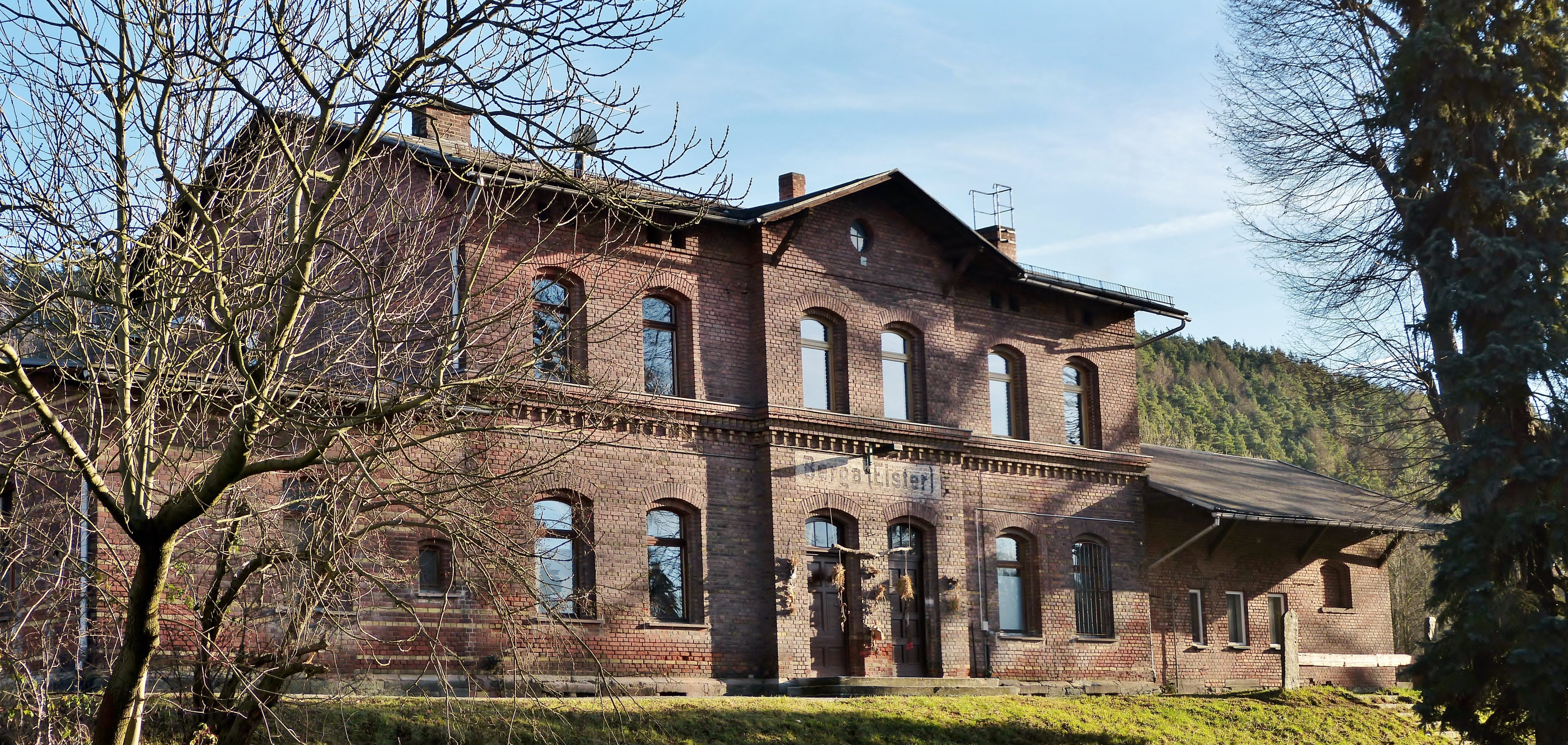
Bahnhof Berga (Elster)

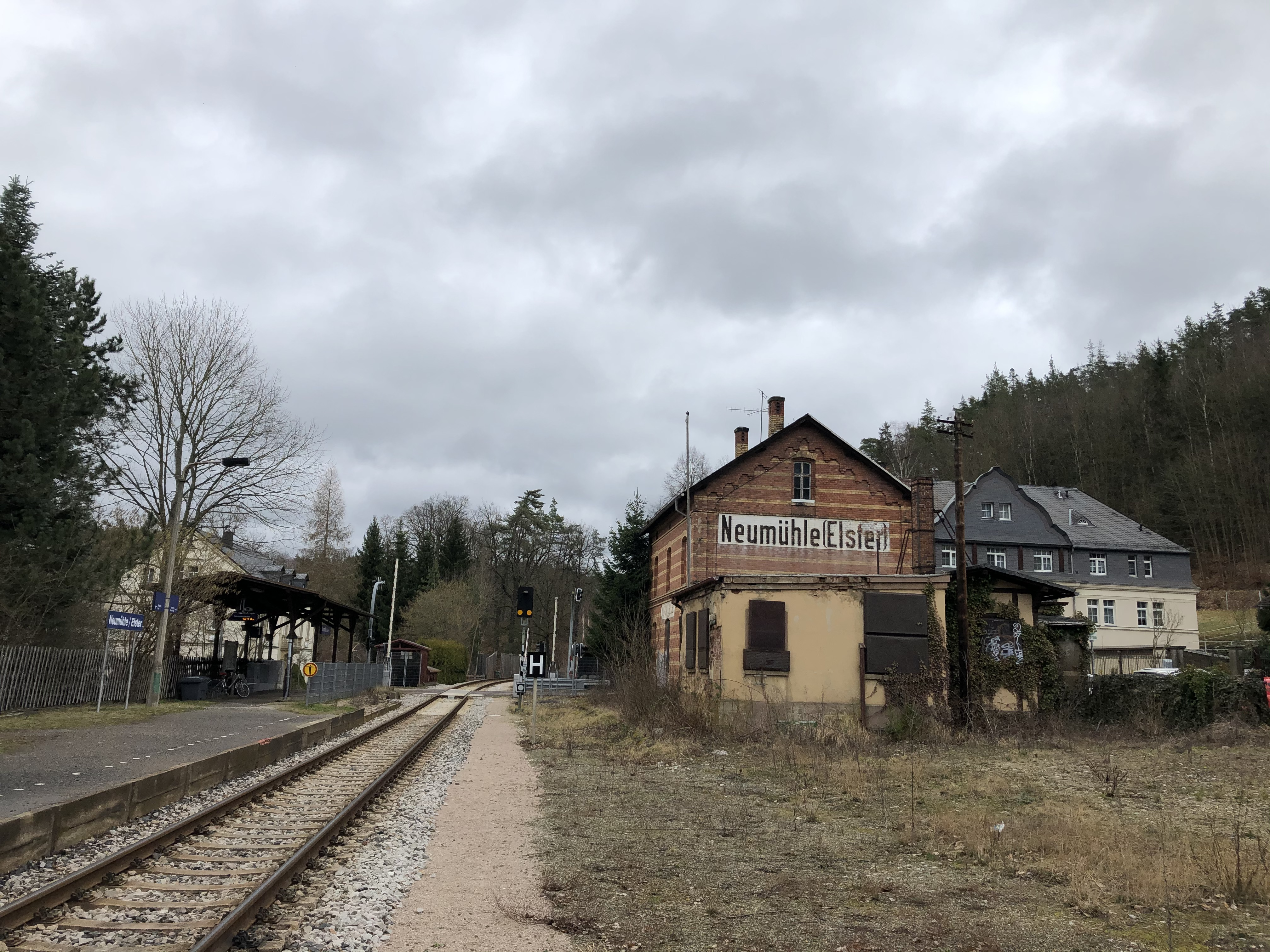
Empfangsgebäude Neumühle (Elster), 2020

Der Bahnhof Berga (Elster) wurde am 17. Juli 1875 als Haltestelle eröffnet und 1905 zum Bahnhof gewidmet. Er trug folgende Namen:
- bis 1896: Berga
- bis 1911: Berga a.d. Elster
- seit 1911: Berga (Elster)

Das Empfangsgebäude des Bahnhofs wurde aus rotem Backstein errichtet. Weiter Hochbauten sind die Bahnmeisterei und zwei Stellwerke.
Neumühle (Elster) ⊙
Der Bahnhof Neumühle (Elster) wurde am 17. Juli 1875 als Haltestelle Neumühle eröffnet und 1905 zum Bahnhof geweiht. 1922 erhielt der Bahnhof den heutigen Namen. Nachdem das ursprüngliche Empfangsgebäude im Jahr 1891 nach Wildetaube umgesetzt worden war, erhielt die Station das heutige Gebäude aus rotem Backstein. Weiterhin besitzt die Station eine hölzerne Wartehalle und einen Güterschuppen.
Greiz ⊙

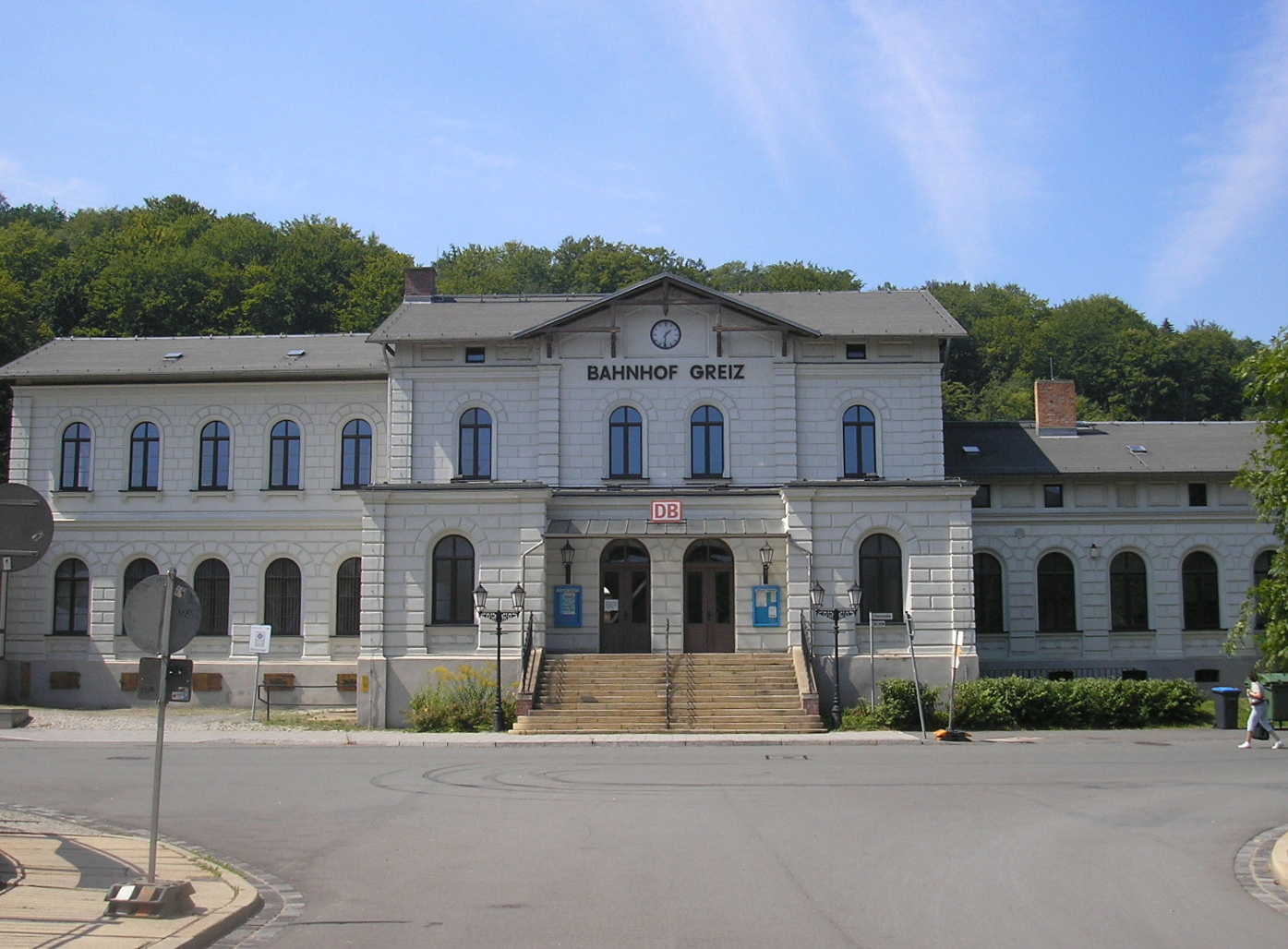
Empfangsgebäude des Bahnhofs Greiz

Der Bahnhof Greiz wurde am 17. Juli 1875 unter dem Namen Greiz unt Bf mit dem Abschnitt Wolfsgefärth–Greiz der Bahnstrecke Gera Süd–Weischlitz eröffnet. Bis zur Eröffnung des Abschnitts zum unteren Bahnhof in Plauen am 8. September 1875 war er Kopfbahnhof. Da Greiz Landeshauptstadt des Fürstentums Reuß älterer Linie war, wurde die Station zum zweitgrößten Bahnhof der Bahnstrecke ausgebaut. Nach dem Kauf der Bahnstrecke Neumark–Greiz der Greiz-Brunner Eisenbahn-Gesellschaft durch das Königreich Sachsen wurde diese Strecke im Jahr 1876 von Greiz ob Bf nach Greiz unt Bf verlängert, wodurch die Station ein Bahnknotenpunkt wurde. 1879 erhielt die Station den Namen Greiz Bahnhof und 1897 die Bezeichnung Greiz. Um 1880 und 1920 erfolgten bauliche Veränderungen.
Nachdem 1997 der Personenverkehr auf der Bahnstrecke nach Neumark eingestellt worden war, erfolgte 1999 die Stilllegung der Strecke. Seitdem ist der Greizer Bahnhof nur noch Durchgangsbahnhof. 2001 wurde der Güterschuppen abgerissen. Ihm folgten im Jahr 2015 der Kohlen- und Lokschuppen.
Greiz-Dölau ⊙

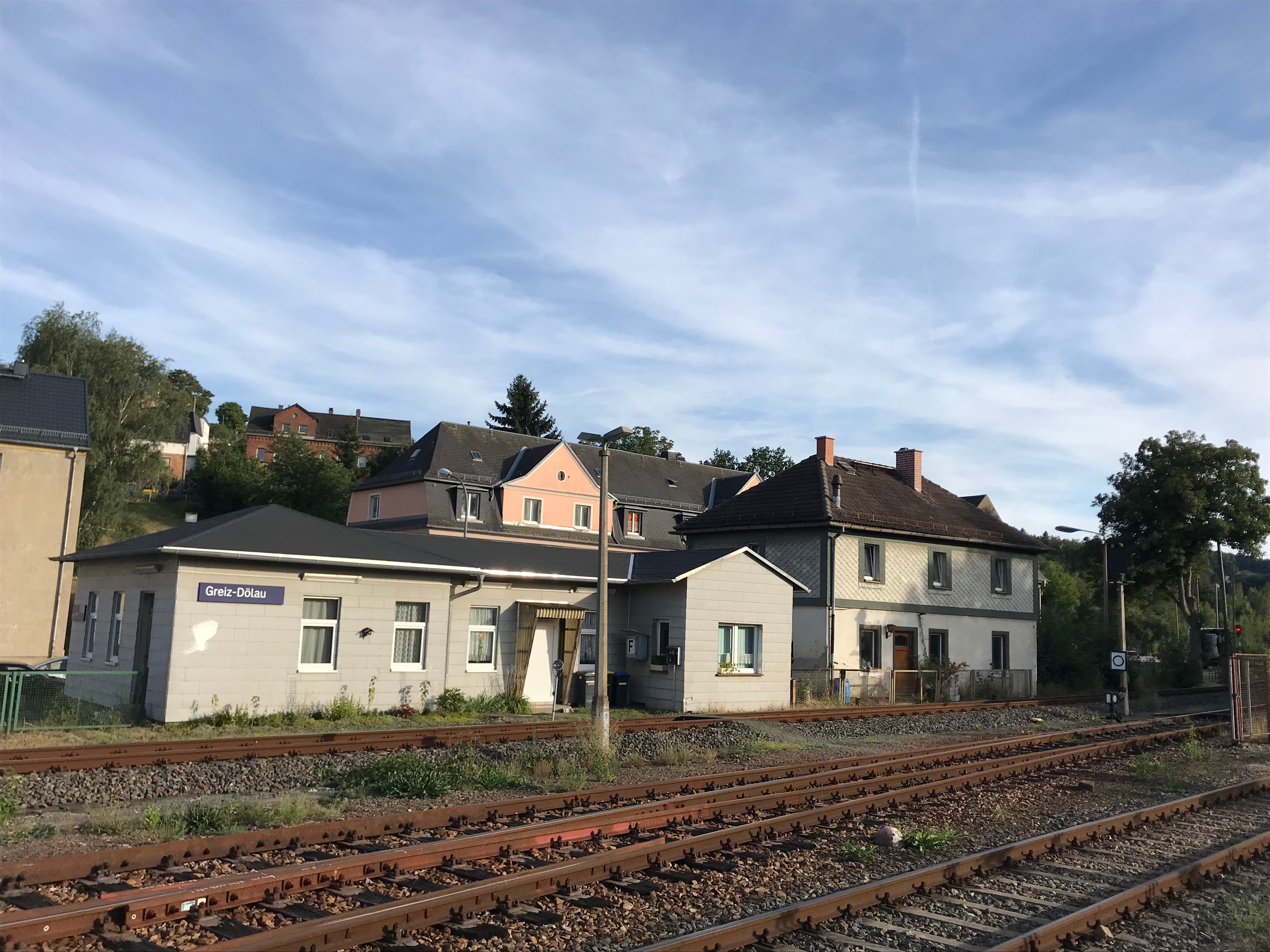
Bahnhof Greiz-Dölau (2018)

Der Bahnhof Greiz-Dölau wurde am 1. Mai 1893 als Haltestelle Dölau eröffnet und 1905 zum Bahnhof gewidmet. Die Station besitzt seit der Eröffnung ein kleines Empfangsgebäude. Sie trug folgende Namen:
- bis 1898: Dölau
- bis 1916: Dölau bei Greiz
- bis 1922: Dölau (Reuß)
- seit 1922: Greiz-Dölau

In Richtung Weischlitz ist Greiz-Dölau die letzte Station in Thüringen.
Elsterberg ⊙

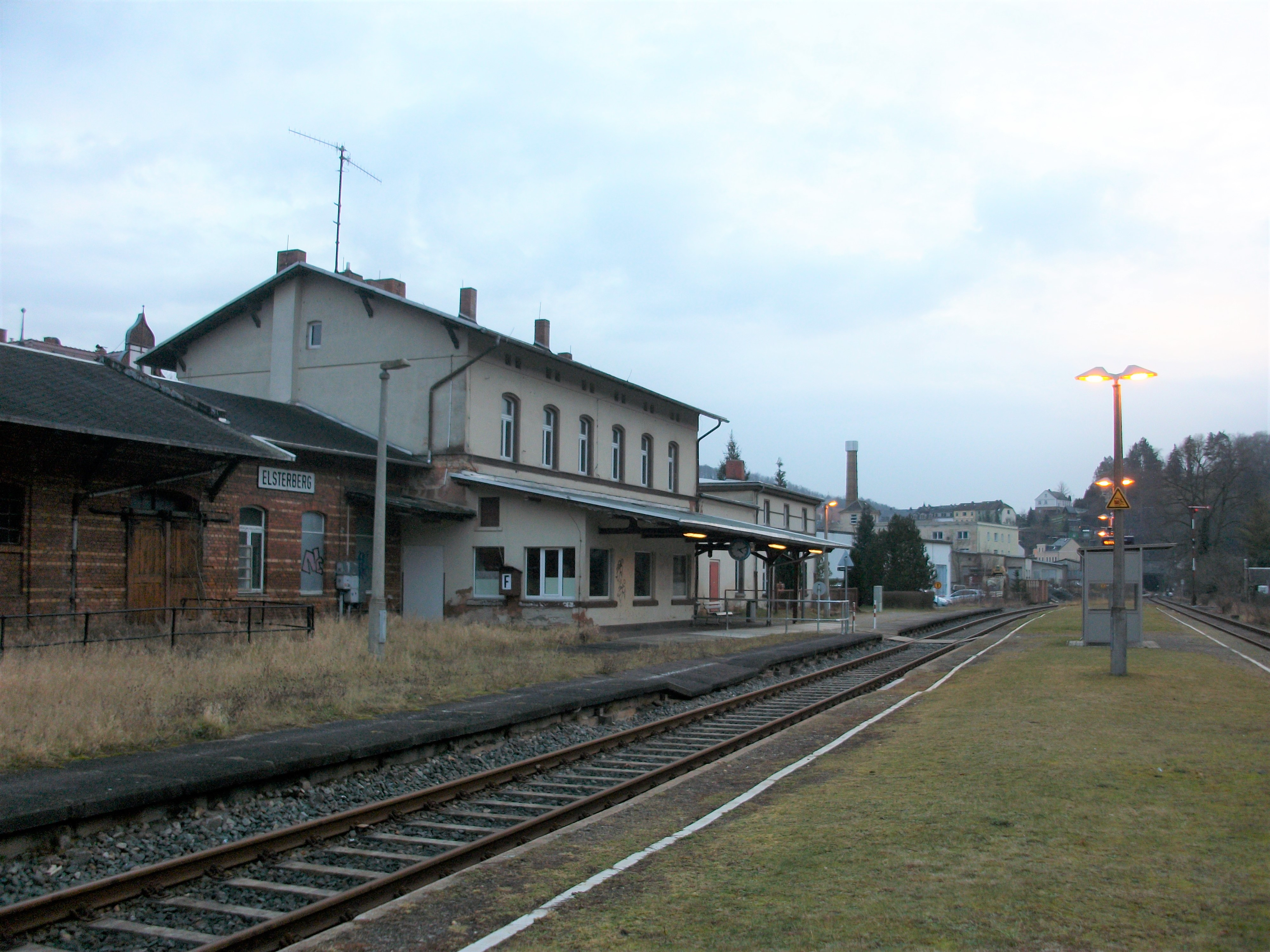
Bahnhof Elsterberg, Empfangsgebäude Gleisseite (2018)

Der Bahnhof Elsterberg wurde am 8. September 1875 eröffnet. Er ist in Richtung Weischlitz der erste Halt in Sachsen. Die Station im Norden der Stadt besitzt neben dem Empfangsgebäude ein Wohnhaus, einen Güterschuppen und zwei Stellwerke.
Elsterberg Kunstseidenwerk ⊙

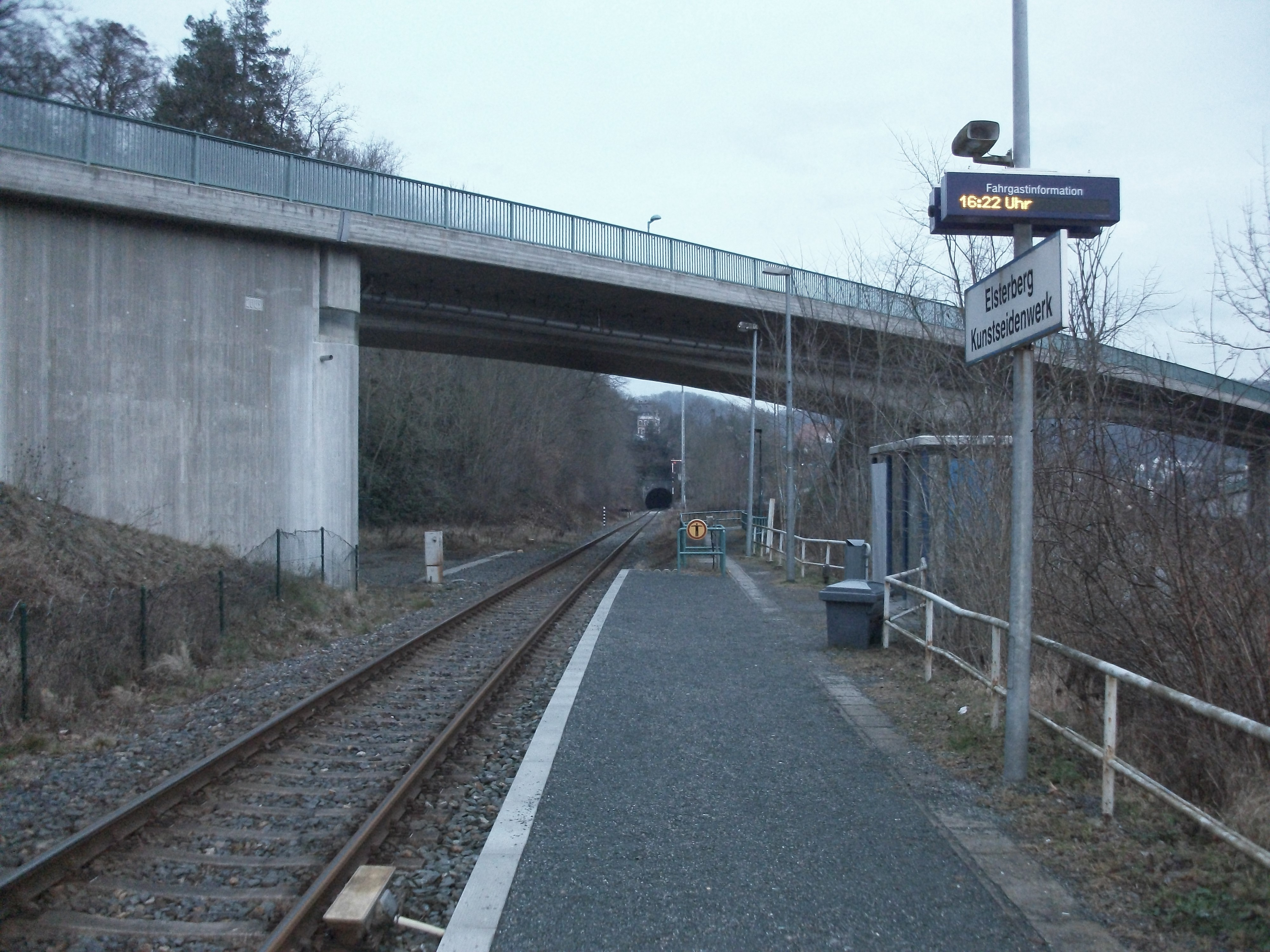
Haltepunkt Elsterberg Kunstseidenwerk (2018)

Der Haltepunkt Elsterberg Kunstseidenwerk wurde am 1. Dezember 1949 als Haltepunkt Elsterberg Spinnfaser in der Nähe des VEB Kunstseidenwerk Clara Zetkin im Süden der Stadt eröffnet. 1956 erfolgte die Umbenennung in Elsterberg Kunstseidenwerk.
Rentzschmühle ⊙

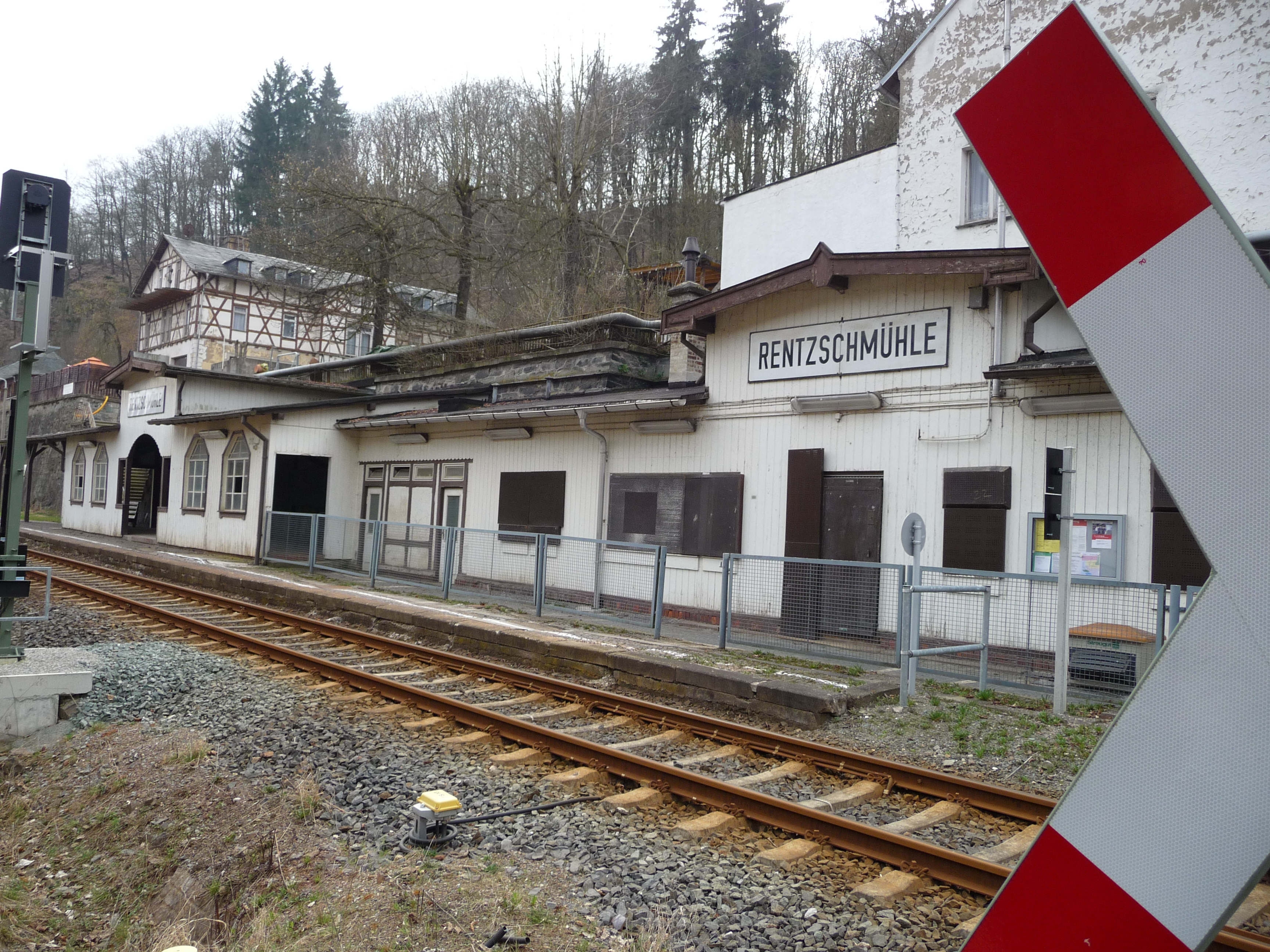
Bahnhof Rentzschmühle mit dem im Mai 2018 abgebauten Empfangsgebäude

Der Bahnhof Rentzschmühle wurde am 8. September 1875 als Haltestelle eröffnet und 1905 zum Bahnhof geweiht. Die Station der zur sächsischen Gemeinde Pöhl gehörigen Siedlung liegt im Tal der Weißen Elster an der Ortsgrenze zum thüringischen Cossengrün. Das hölzerne Empfangsgebäude war umgeben von mehreren Fachwerkhäusern. Es wurde im Mai 2018 abgebaut, sollte noch im selben Jahr am Fuße der Burgruine Liebau wiederaufgebaut werden und wurde durch ein deutlich kleineres modernes Wartehaus ersetzt.
Barthmühle ⊙

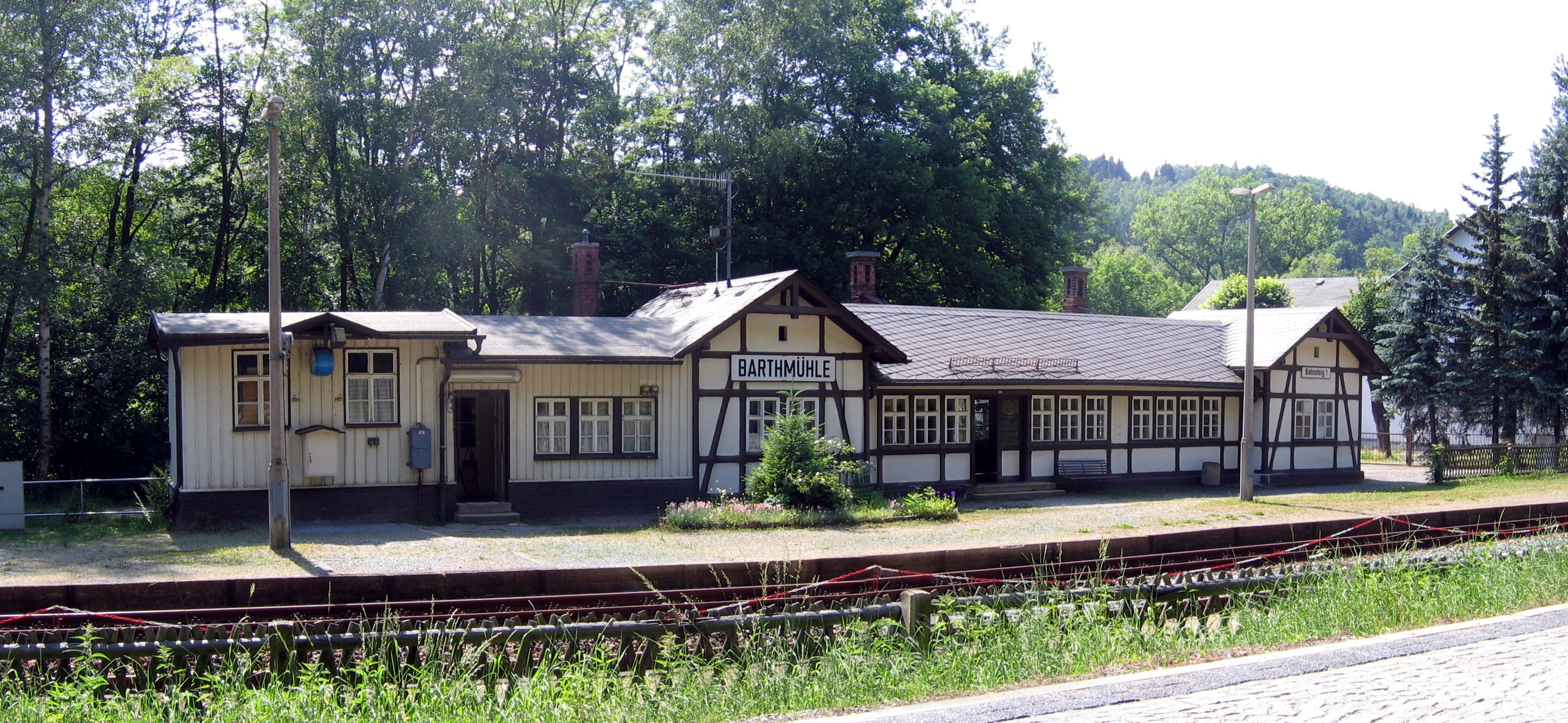
Bahnhof Barthmühle

Der Bahnhof Barthmühle wurde am 15. Juli 1879 als Haltestelle eröffnet und 1905 zum Bahnhof geweiht. Die Station befindet sich im Ortsteil Barthmühle der Gemeinde Pöhl. Südlich des Bahnhofs überquert die Bahnstrecke Leipzig–Hof auf der Elstertalbrücke die Bahnstrecke Gera–Weischlitz. Erstere hat im östlichen Nachbarort Jocketa nur wenige Kilometer vom Bahnhof Barthmühle entfernt einen Haltepunkt. Das Empfangsgebäude des Bahnhofs ist ein Fachwerkbau aus Holz.
Plauen (Vogtl) Chrieschwitz ⊙

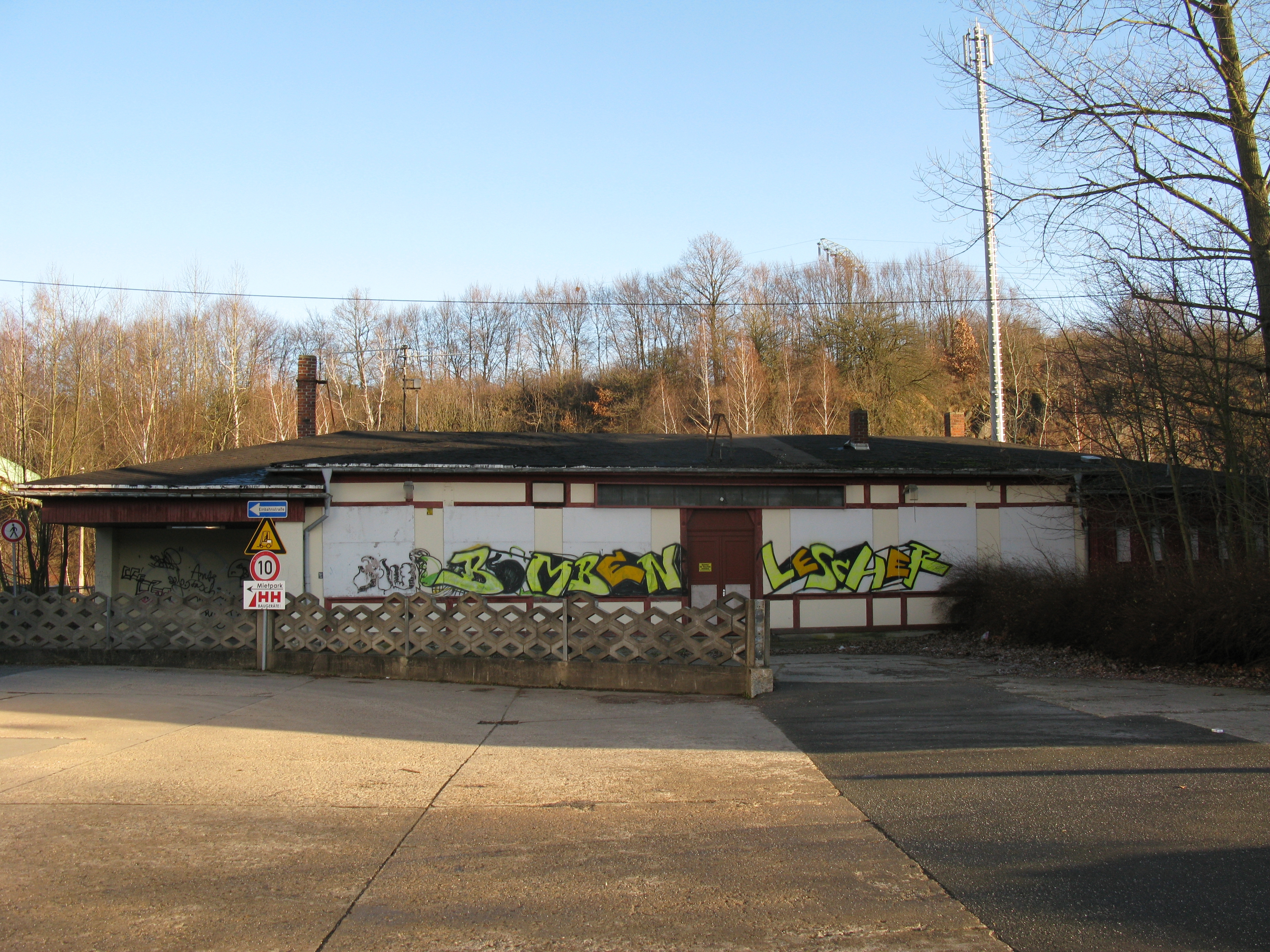
Empfangsgebäude des Bahnhofs Chrieschwitz

Der Bahnhof Plauen (Vogtl) Chrieschwitz wurde am 1. Juni 1923 mit der Einweihung der hier einmündenden Bahnstrecke Lottengrün–Plauen eröffnet. Diese von Osten vor dem Bahnhof einmündende Strecke wurde in der Folge bis zum Bahnhof Plauen (Vogtl) unt Bf zweigleisig ausgebaut. 1946 wurde das zweite Gleis als Reparationsleistung demontiert. Anfang der 1970 erfolgten die Stilllegung und der Abbau der Bahnstrecke nach Lottengrün. Auf dem frei gewordenen Areal wurde im Zuge der Entstehung des Plattenbau-Gebiets Plauen-Chrieschwitz ein Palettenbahnhof eingerichtet. Weiterhin waren auch einige Industriebetriebe mit Gleisen an den Bahnhof angeschlossen, von denen heute nur noch eine Stahlbaufirma regelmäßig bedient wird.
Nach dem Rückbau des Bahnhofs steht seit 2004 nur noch ein durchgehendes Gleis zur Verfügung. In diesem Zuge wurde die Station zum Haltepunkt zurückgestuft. Die 1984 errichtete Brücke über den Bahnhof musste aufgrund des maroden Zustands des Bauwerks im Jahr 2006 geschlossen werden. Da die Bahnsteige des Haltepunkts nur über diese erreichbar sind, ging mit der Schließung der Brücke auch die Auflassung des Haltepunkts einher.
Plauen (Vogtl) Mitte ⊙
Der Haltepunkt Plauen (Vogtl) Mitte wurde am 7. September 2015 im Rahmen des Projektes „ÖPNV/SPNV-Verknüpfungsstelle Reichenbacher Straße“ im Zentrum von Plauen eröffnet. Er dient der besseren Verknüpfung der Bahnstrecke an die Straßenbahn Plauen.
Mit Eröffnung der Station wurden die folgenden Halte Plauen (Vogtl) unt Bf und Plauen (Vogtl) Zellwolle geschlossen.
Plauen (Vogtl) unt Bf ⊙
Der am 8. September 1875 eröffnete Bahnhof Plauen (Vogtl) unt Bf war nach dem Bahnhof Plauen (Vogtl) ob Bf der zweite Bahnhof der Stadt. Er wurde nötig, da aufgrund des Höhenunterschieds innerhalb der Stadt Plauen eine Einbindung der im Tal der Weißen Elster verlaufenden Bahnstrecke in den Oberen Bahnhof nicht möglich war. Am 1. Juli 1911 erhielt die bislang als Plauen i.V. unt Bf bezeichnete Betriebsstelle den heutigen Namen Plauen (Vogtl) unt Bf. Zwischen 1923 und 1972 endeten in Plauen (Vogtl) unt Bf auch die Züge der Bahnstrecke Lottengrün–Plauen, die bereits in Plauen-Chrieschwitz in die Elstertalbahn mündete.
Nachdem das Empfangsgebäude des Bahnhofs am Ende des Zweiten Weltkriegs am 21. März 1945 vollständig zerstört wurde, erhielt die Station erst 1967 ein neues Gebäude. Der Bahnhof wurde bis zum 6. September 2015 von den stündlich verkehrenden Regionalzügen der Linie VB 6 der Vogtlandbahn (Weischlitz–Gera) bedient. Mit Eröffnung des Haltepunkts Plauen (Vogtl) Mitte am 7. September 2015 ist der Bahnhof Plauen (Vogtl) unt Bf kein regulärer Reisezughalt mehr.
Plauen (Vogtl) Zellwolle ⊙
Der Haltepunkt Plauen (Vogtl) Zellwolle wurde am 1. Dezember 1949 eröffnet. Er war mit einem massiven kleinen Empfangsgebäude ausgestattet, welches nicht mehr erhalten ist. Nach der Modernisierung der Station wurde sie mit einem modernen Wartehaus ausgestattet. Mit Eröffnung des Haltepunkts Plauen (Vogtl) Mitte am 7. September 2015 ist der Haltepunkt Plauen (Vogtl) Zellwolle kein regulärer Reisezughalt mehr.

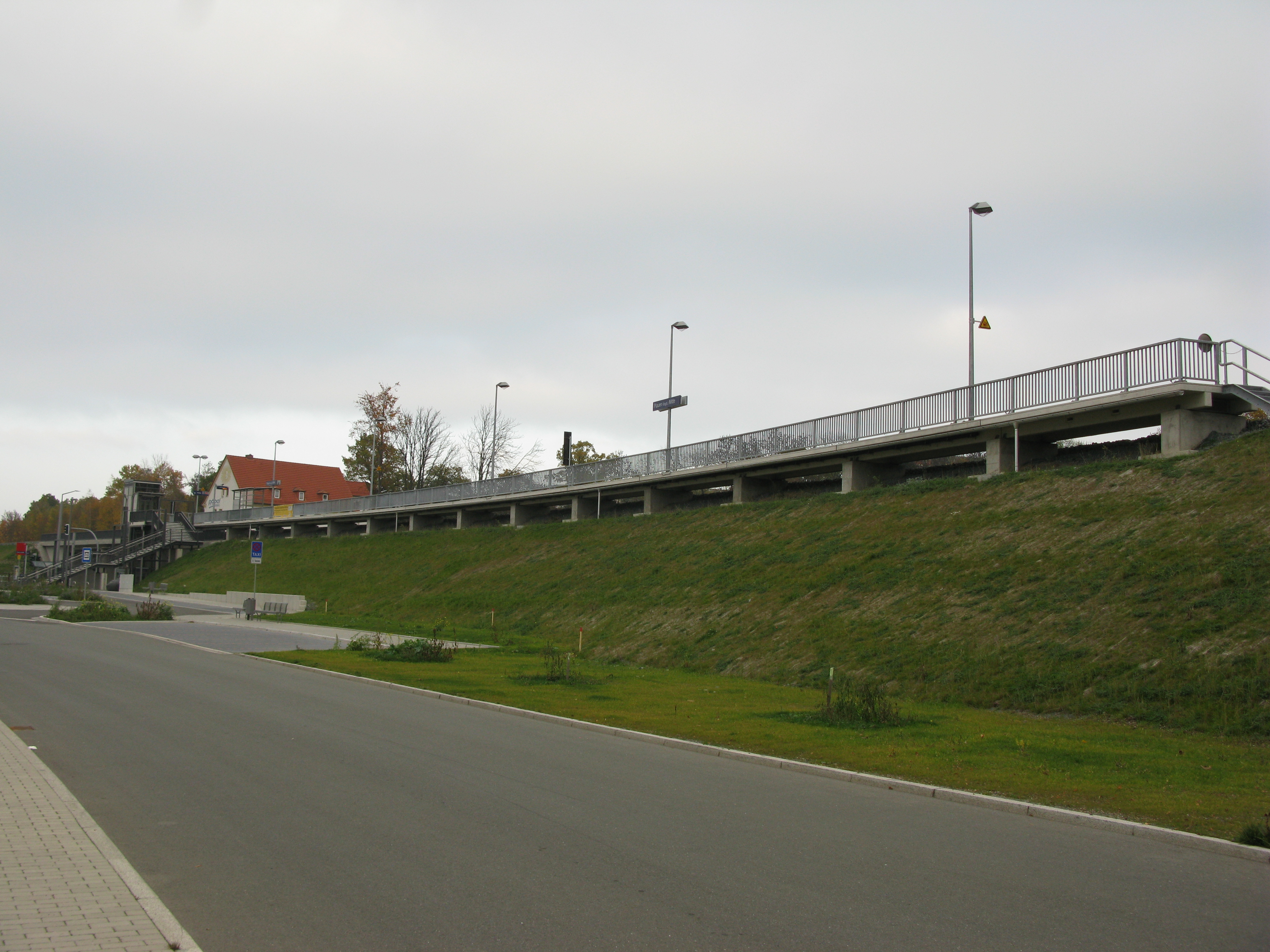
Haltepunkt Plauen (Vogtl) Mitte
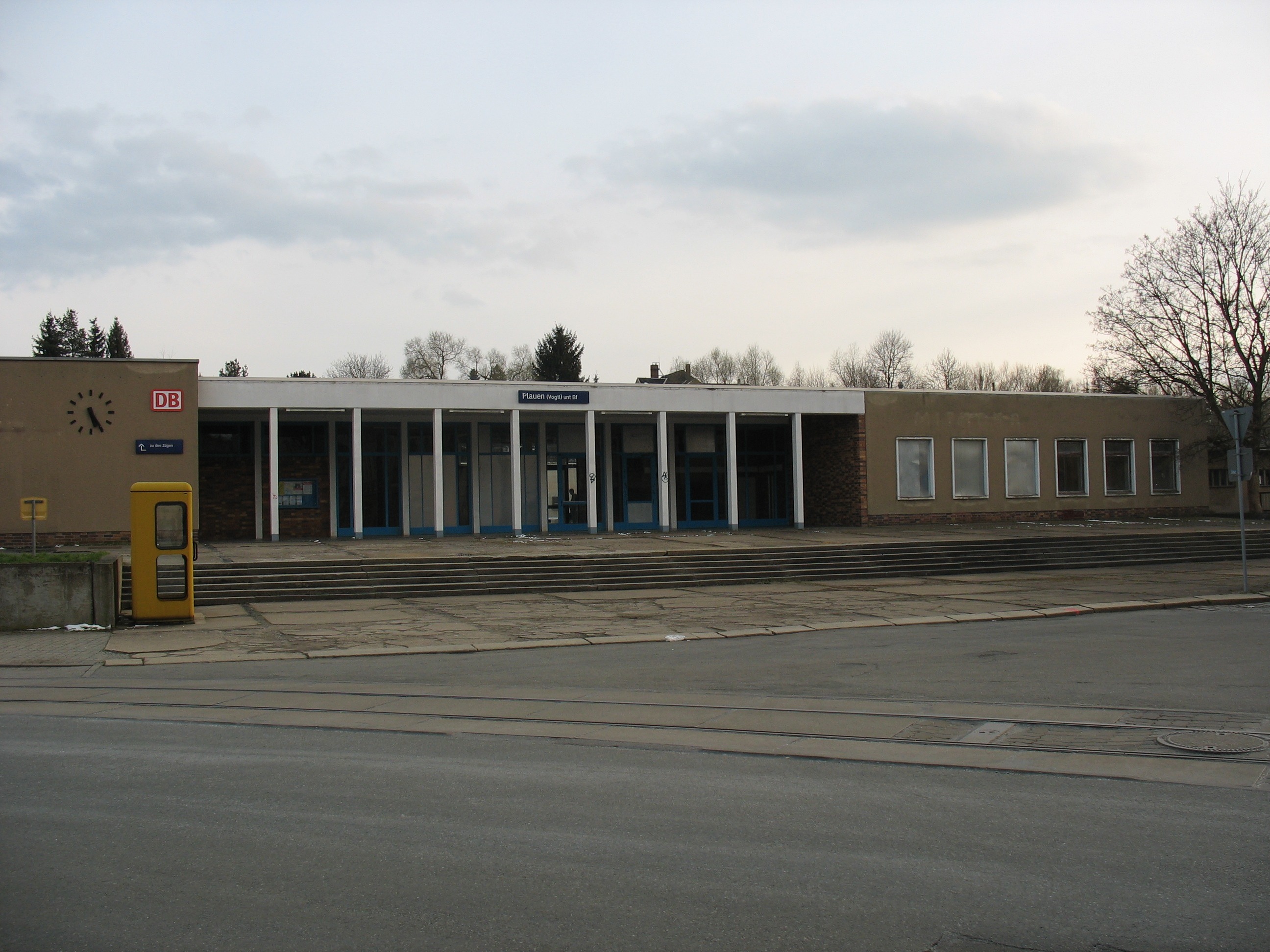
Plauen (Vogtl) unt Bf
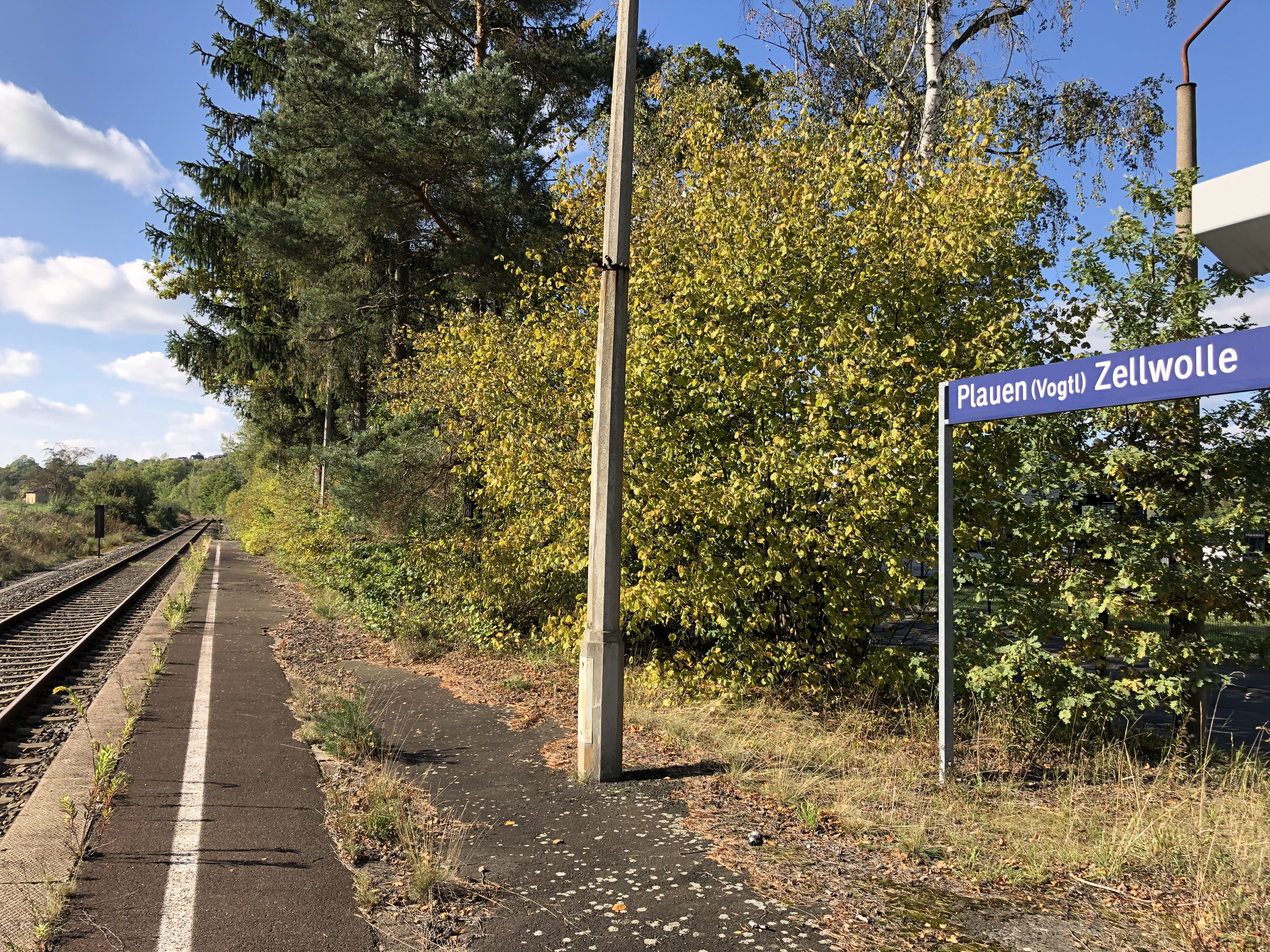
Ehemaliger Haltepunkt Plauen (Vogtl) Zellwolle (2019)

Kürbitz ⊙

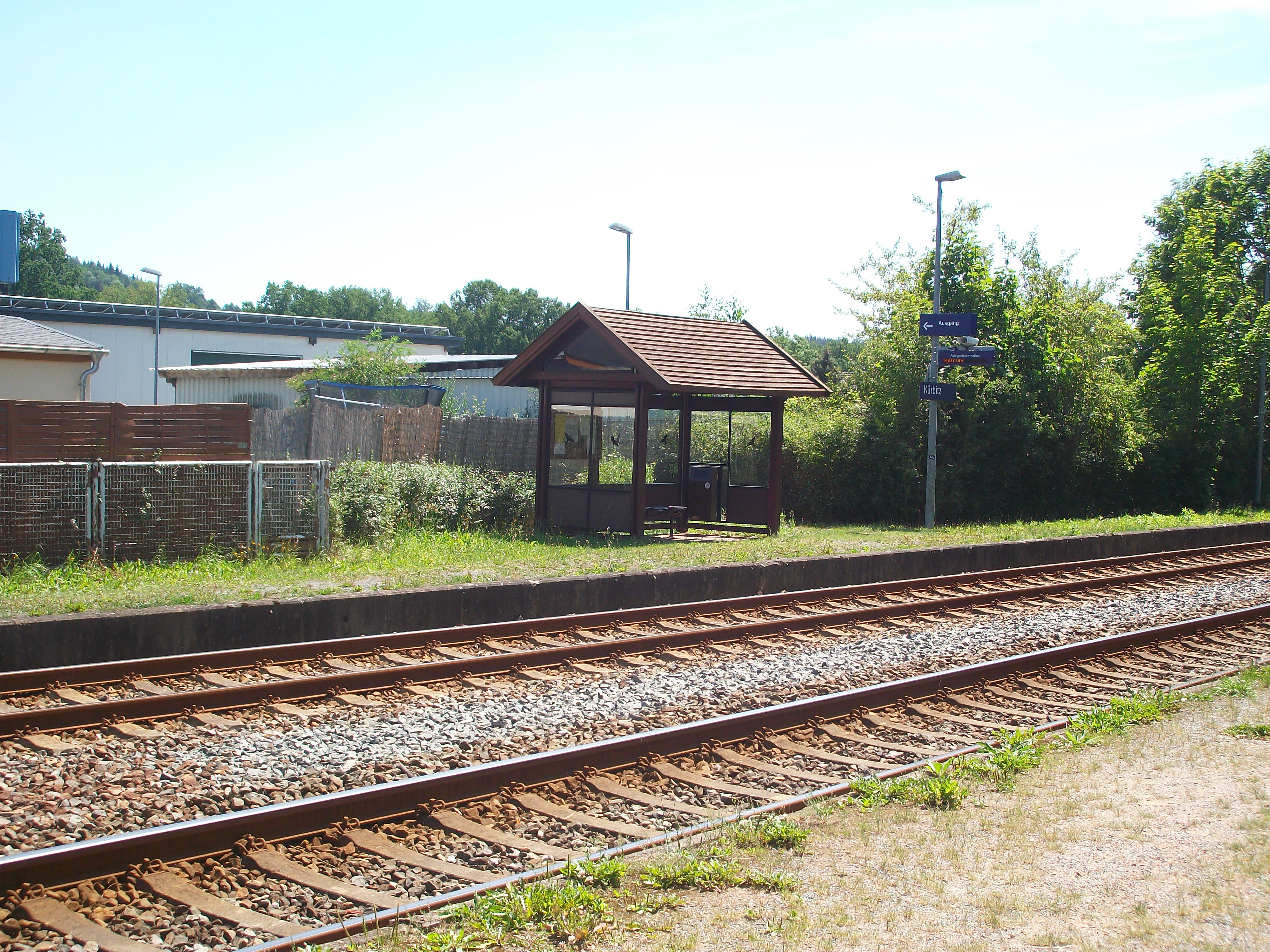
Haltepunkt Kürbitz, Wartehalle (2018)

Der Haltepunkt Kürbitz wurde 1875 zusammen mit der Bahnstrecke Gera-Pforten–Weischlitz in Betrieb genommen, auf Plauener Seite gab es allerdings keinen Bahnsteig. Nach der Demontage des zweiten Streckengleises wurde auf dem freigewordenen Planum 1951 ein Bahnsteig für die Bahnstrecke Plauen–Eger eröffnet.
Weischlitz ⊙
Von Anfang an wurde der Bahnhof Weischlitz auf die Einbindung der Bahnstrecke Gera Süd–Weischlitz der privaten Sächsisch-Thüringischen Eisenbahngesellschaft ausgelegt. Die Privatbahn baute ihre Anlagen östlich der bestehenden Anlagen. Sie eröffnete ihren letzten Streckenabschnitt Plauen unt Bf–Weischlitz am 20. September 1875.
Auch nach der Übernahme der Sächsisch-Thüringischen Eisenbahngesellschaft durch den sächsischen Staat änderte sich an der Betriebssituation nichts. Die Züge nach Wolfsgefärth begannen und endeten weiterhin im östlichen Bahnhofsteil.
Um 1900 fanden größere Umbaumaßnahmen statt, danach blieb der Bahnhof im Wesentlichen bis zum Ende des Zweiten Weltkriegs unverändert. Nach dem Zweiten Weltkrieg wurden mit der Demontage des zweiten Streckengleises als Reparationsleistung auch die Gleise innerhalb des Bahnhofs reduziert.
Insgesamt liegen im Bahnhof heute acht Gleise, sechs davon auf westlicher Seite. Dort befindet sich auch das Ladestraßengleis als einziges verbliebenes Gleis für den Güterverkehr.
Die durch die Sächsisch-Thüringische Eisenbahngesellschaft eingerichtete Lokstation mit dem denkmalgeschützten rechteckigen Heizhaus und einer später gebauten Drehscheibe blieb bis in die 1970er Jahre in Betrieb.

Bahnhof Weischlitz um 1910
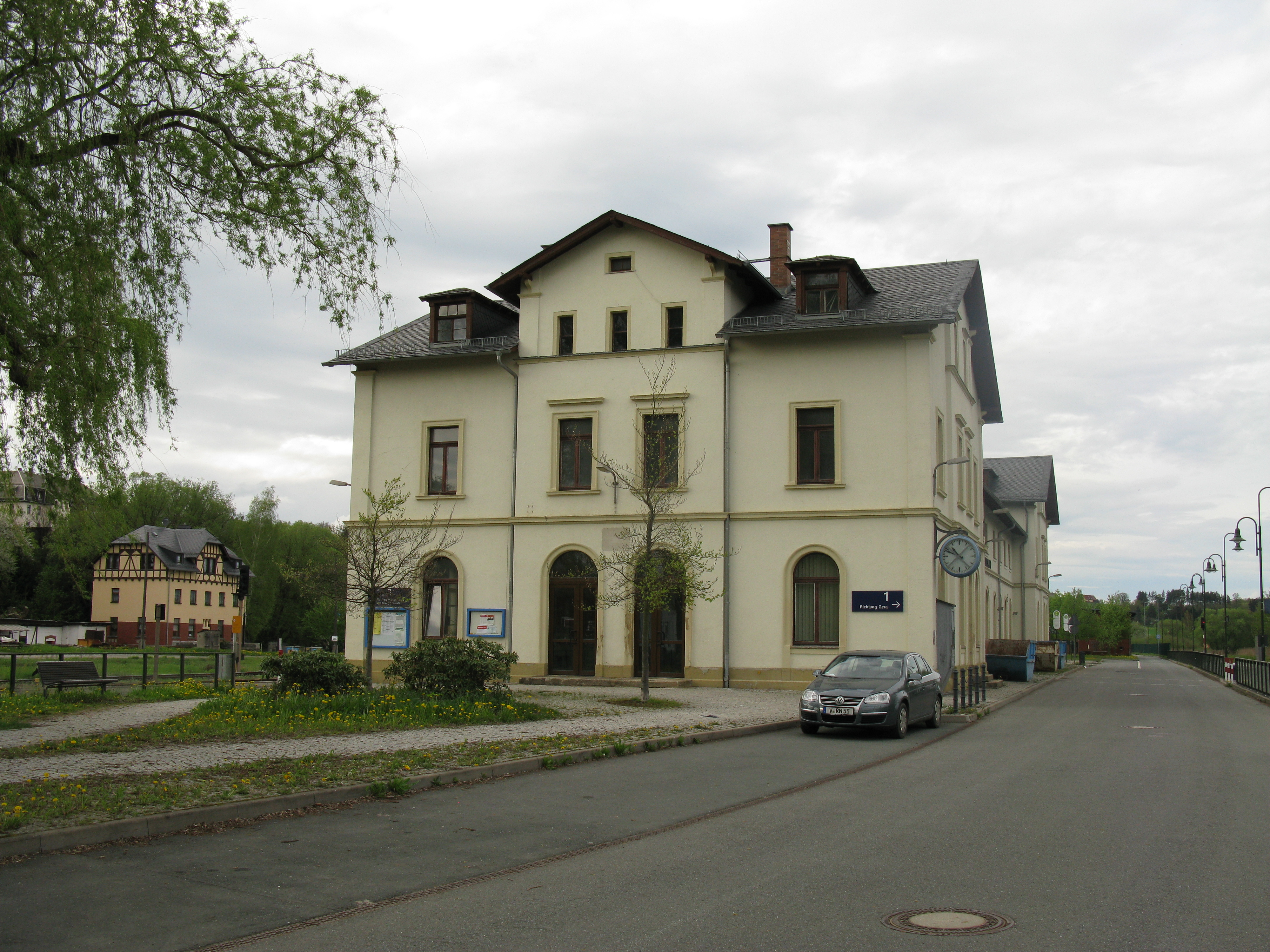
Bahnhof Weischlitz, Empfangsgebäude (2013)
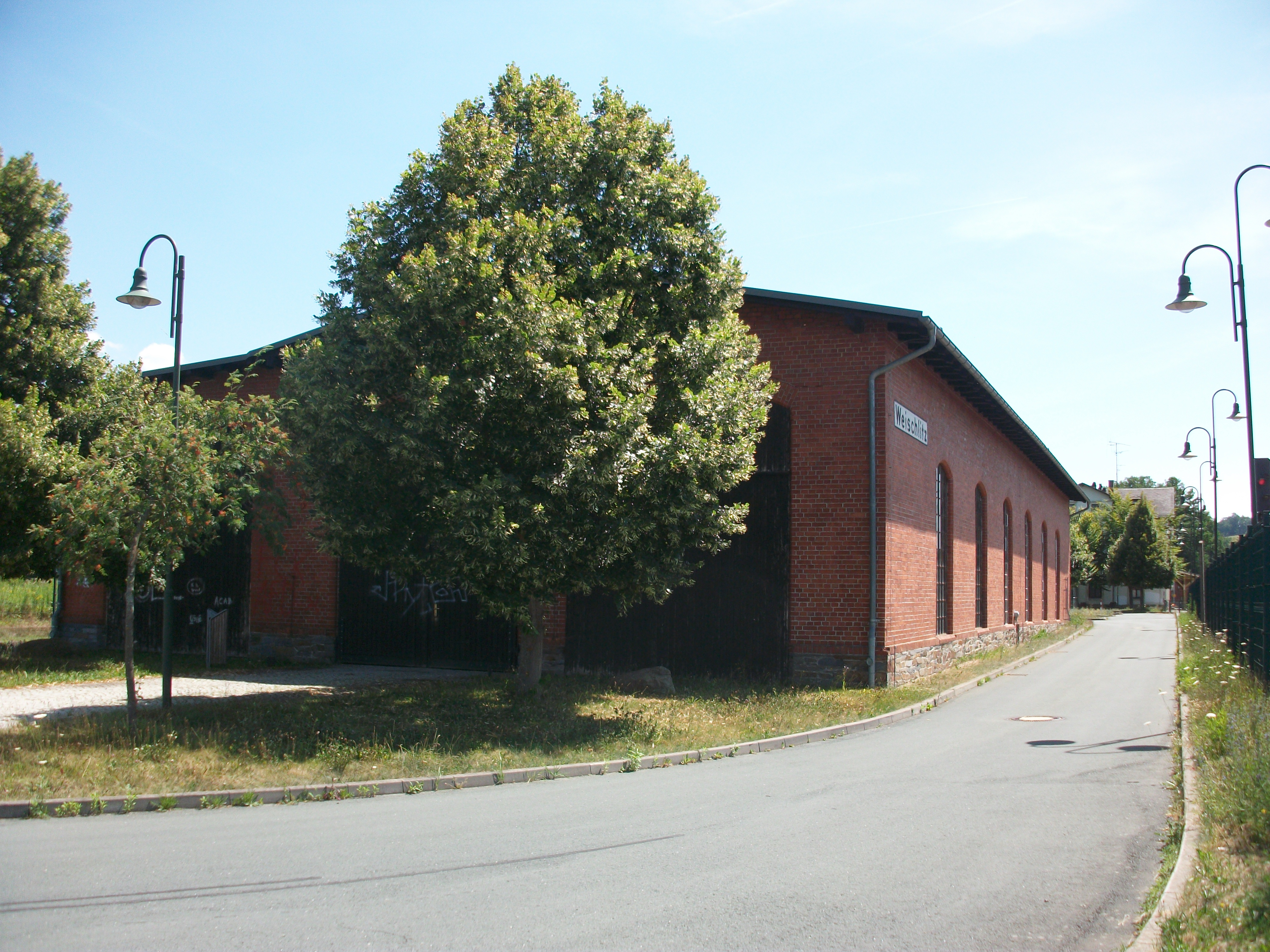
Bahnhof Weischlitz, Lokschuppen (2018)
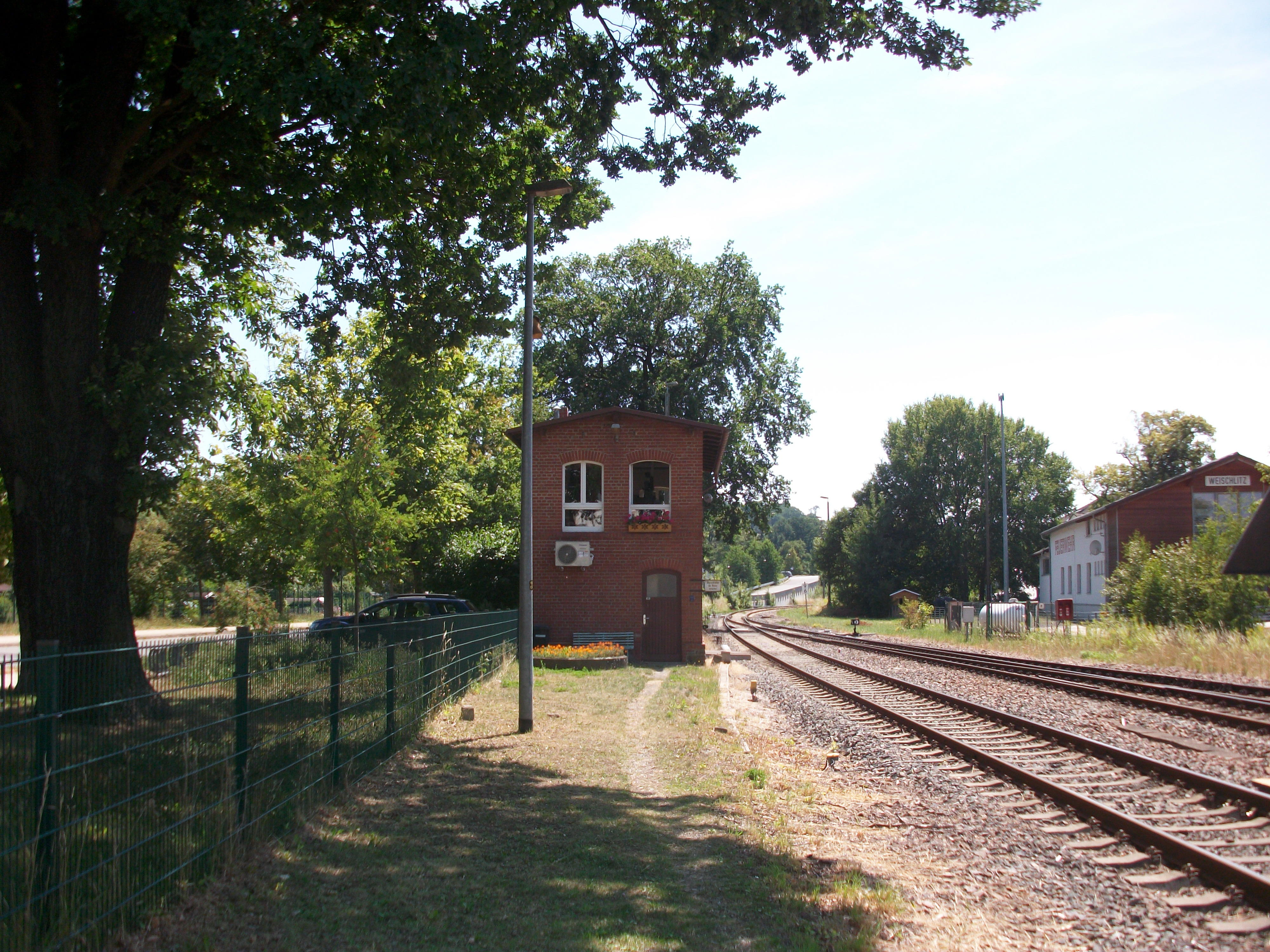
Bahnhof Weischlitz, Strecke nach Oelsnitz (Vogtl) und Stellwerk (2018)
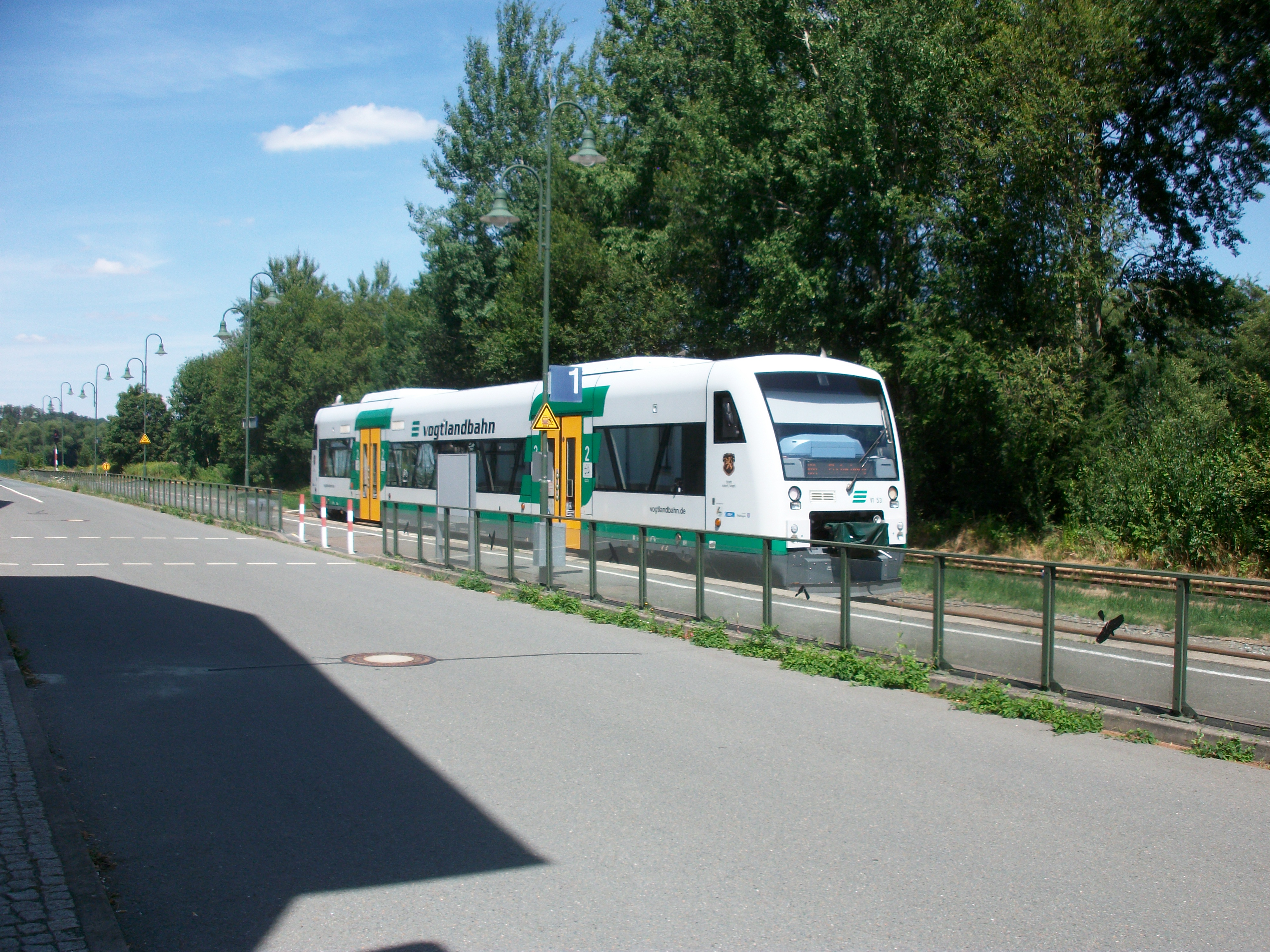
Bahnhof Weischlitz, Vogtlandbahn nach Elsterberg (2018)

## Fahrzeugeinsatz

Die PLAUEN der Sächs.-Thür.Eb. wurde bei den K. Sächs.Sts. Eb. als Nr. 2710 geführt (nach 1900)

Die Sächsisch-Thüringische Eisenbahn erwarb 1874 acht Schlepptenderlokomotiven der Bauart 1B n2 von Schichau in Elbing, mit denen der Gesamtverkehr abgewickelt wurde. Bei den Königlich Sächsischen Staatseisenbahnen wurden sie als Gattung Schi III (später II) geführt.
In der DDR-Zeit waren die Lokomotiven der damaligen Baureihe 112 (später Baureihe 202) im Personenzugverkehr und die damalig Baureihe 120 (später Baureihe 220) im Güterverkehr typisch. Der Ext „Karola“ nach Karlsbad verkehrte mit VT 18.16.
In den 1990er Jahren kamen im Reisezugverkehr neben der Baureihe 202 auch Lokomotiven der Reihen 219 und 232 zum Einsatz, die meist UIC-Z-Reisezugwagen, manchmal aber auch UIC-X-Schnellzugwagen der früheren Bundesbahn zogen. Im Jahre 2000 erschienen die ersten Desiro auf der Strecke, die mittlerweile von Regio-Shuttle RS 1 abgelöst wurden. Zum Fahrplanwechsel 2012 kam die DB-Baureihe 612 mit zum Einsatz.
Den Güterzügen werden zwischen Gera und Greiz-Dölau Lokomotiven der Baureihe 203, 261 oder 294 vorgespannt. Die Übergaben zu den Anschlüssen im Plauener Stadtgebiet (Zellwolle, unterer Bahnhof, Chrieschwitz) werden (Stand: Mai 2013) von Lokomotiven der DB-Baureihe 261 geführt.